# Список серий аниме JoJo’s Bizarre Adventure
| Зрительский рейтинг      | Зрительский рейтинг      | Зрительский рейтинг      |
| (на 14 января 2014 года) | (на 14 января 2014 года) | (на 14 января 2014 года) |
| ------------------------ | ------------------------ | ------------------------ |
| Сайт                     | Оценка                   | Голосов                  |
| Anime News Network       | · ссылка                 | 240                      |
| AniDB                    | · ссылка                 | 694                      |

Здесь представлен список серий аниме «JoJo’s Bizarre Adventure», снятого по одноимённой манге Хирохико Араки. Сериал был создан в студии David Production, в качестве режиссёра выступает Кэнъити Судзуки, а главных героев — Джонатана и Дио — озвучивают Кадзуюки Окицу и Такэхито Коясу. Серии начали транслироваться по телеканалу Tokyo Metropolitan Television с 5 октября 2012 года; они охватывают сюжеты первых двух частей манги: Phantom Blood и Battle Tendency. Первые 9 серий охватывают сюжет первой части манги — Phantom Blood. Изначально студия планировала создать 24 серии, однако этого оказалось недостаточно, чтобы вместить сюжет второй части манги Battle Tendency, поэтому были добавлены ещё 2 серии. Так как во второй части манги значительную роль играют немецкие нацисты, аниме-адаптация подверглась значительной цензуре: были убраны нацистские символики, фразы и сокращены диалоги. Нацистские приветствия скрывались затемнением на экране.
С 30 января по 27 сентября 2013 года сериал выпускался на DVD и Blu-Ray изданиях, где была возможность включить английские субтитры.
Заглавную тему к сериалу под названием JoJo ~That Blood’s Destiny~ (ジョジョ～その血の運命～ Дзёдзё ~Соно Ти но Садамэ~, Та судьба что в их крови) исполняет Хироаки Томинага, а концовку — песню Roundabout — исполняет известная британская рок-группа Yes. Опенинг ко второй части «BLOODY STREAM» сериала исполняет Казуса Ода .
В последней серии аниме-сериала был показан короткий тизер о предстоящем выходе продолжения. В октябре 2013 года стало известно о выходе второго сезона аниме, основанном на третьей части манги — Stardust Crusaders. Главным героем стал Дзётаро Кудзё, который ранее фигурировал в OVA-сериале 1993 года. Режиссёром аниме выступил Наокацу Цуда, а над созданием сериала работает студия David Production. Выход сериала состоялся в апреле 2014 года. Стиль анимации отличается от первого сериала. В интернете большинство пользователей разделили второй сезон на два сезона, что является ошибкой. 
| Сезон           | Сезон | Охватывает мангу       | Количество серий | Режиссёр(ы)                   | Премьера первой серии | Премьера последней серии |
| --------------- | ----- | ---------------------- | ---------------- | ----------------------------- | --------------------- | ------------------------ |
|                 | 1     | Phantom Blood          | 9                | Наокацу Цуда Кэнъити Судзуки  | 5 октября 2012        | 6 апреля 2013            |
| Battle Tendency | 1     | 17                     |                  | Наокацу Цуда Кэнъити Судзуки  | 5 октября 2012        | 6 апреля 2013            |
|                 | 2-3   | Stardust Crusaders     | 48               | Наокацу Цуда Кэнъити Судзуки  | 5 апреля 2014         | 19 июня 2015             |
|                 | 4     | Diamond Is Unbreakable | 39               | Тосиюки Като                  | 1 апреля 2016         | 23 декабря 2016          |
|                 | 5     | Golden Wind            | 39               | Ясухиро Кимура Хидэя Такахаси | 5 октября 2018        | 6 июля 2019              |
|                 | 6     | Stone Ocean            | 38               | Кэнъити Судзуки Тосиюки Като  | 1 декабря 2021        | 1 декабря 2022           |

## 1 часть: Phantom Blood (1 сезон)
| 1 | Dio the Invader «Синрякуся Дио» (侵略者ディオ)                    | 5 октября 2012 года  |
| 1868 год. В результате нападения разбойника Дарио Брандо повозка, перевозящая семью Джостар падает с обрыва, в результате чего погибает мать семейства, Мэри Джостар. Её муж, Джордж Джостар, и новорождённый сын Джонатан выживают, и Джордж думает, что Дарио спас их. В знак благодарности Джордж принимает в семью его сына — Дио Брандо. Дио начинает различными способами издеваться над Джонатаном: например, крадёт первый поцелуй у возлюбленной Джонатана — Эрины Пендлтон, и даже сжигает его собаку. Но Джонатан не падает духом и мирится со своей судьбой.                                             |                                                                   |                      |
| 2 | A Letter From the Past «Како кара но Тэгами» (過去からの手紙)     | 12 октября 2012 года |
| Проходит 7 лет, отношения между Дио и Джонатаном стали более терпимыми. Однако отец Джонатана и хозяин поместья — Джордж, медленно умирает от неизвестной болезни. Джонатан, понимая, что в этом как-то замешан Дио, отправляется в Лондон, чтобы найти магазин, где был куплен яд. На него нападают разбойники во главе с Робертом Спидвагоном, который видит добрые намерения Джонатана и решает помогать ему. Тем временем Дио изучает таинственную каменную маску и решает испытать её на проходящем мимо пьянице. Маска превращает его в вампира и он чуть не убивает Дио, но сам погибает от солнечного света. |                                                                   |                      |
| 3 | Youth with Dio «Дио то но Сэйсюн» (ディオとの青春)                | 19 октября 2012 года |
| Джонатан находит лавку, где был продан яд, и возвращается домой. Он разоблачает Дио, но тот в попытке самозащиты набрасывается с ножом на Джонатана. Его спасает Джордж, подставив своё тело под удар. Дио надевает на себя маску и превращается в вампира. Джонатан вступает в жестокую схватку с Дио, в поместье начинается пожар. Дио проигрывает схватку, и умирает, однако в дальнейшем выясняется, что ему удалось выжить. |                                                                   |                      |
| 4 | Overdrive «О:ба:дорайбу» (波紋疾走（オーバードライブ）)           | 26 октября 2012 года |
| Проходит 3 дня. Джонатан лежит в больнице. К нему приходит таинственный человек по имени Уилл Цеппели и объясняет, что Дио жив и собирает новую армию живых мертвецов. Он также рассказывает о происхождении каменной маски. Цеппели предлагает Джонатану научится владеть «хамоном» — особой энергией, чья природа схожа с солнечными лучами, которая способна уничтожить вампира. Дио находит и обращает Джека Потрошителя, которого отправляет расправится с Джонатаном. Цеппели вступает с ним в бой и побеждает, уничтожив Джека хамоном.                                                                       |                                                                   |                      |
| 5 | The Dark Knights «Анкоку но Киситати» (暗黒の騎士達)              | 2 ноября 2012 года   |
| По прибытии в посёлок Винднайтс Джонатан и Уилл встречают мальчика по имени Поко, который оказывается под гипнозом Дио. Он заводит главных героев на кладбище, где на них нападает толпа зомби. Главные герои справляются с ними, но на них нападают Таркус и Бруфорд, рыцари, которых воскресил Дио в качестве вампиров. Джонатан нападает на Бруфорда. |                                                                   |                      |
| 6 | Tomorrow's Courage «Асита но Ю:ки» (あしたの勇気)                 | 9 ноября 2012 года   |
| Джонатан сражается с Бруфордом и одерживает победу. На главных героев нападает Таркус, который надевает цепь на шею Джонатана и начинает душить его. Цеппели бежит спасать Джонатана. |                                                                   |                      |
| 7 | Sorrowful Successor «Укэцугумоно» (うけ継ぐ者)                    | 16 ноября 2012 года  |
| Цеппели вспоминает о предсказании, что он умрёт, спасая «молодого льва». Приняв свою судьбу, он начинает бороться против Таркуса. Он разрывает тело Цеппели напополам. Сам Цеппели перед смертью передаёт всю свою оставшуюся силу Джонатану, и тому удаётся освободится от цепей Таркуса. Джонатан, Спидуагон и Поко возвращаются в Винднайтс и встречают там Томпэтти, бывшего учителя Цеппели, в сопровождении учеников и Стрейвза. Также Поко узнаёт, что Дио похитил его сестру Пэгги. |                                                                   |                      |
| 8 | Bloody Battle! JoJo & Dio «Кэссэн! ДзёДзё & Дио» (血戦！JOJO&DIO) | 23 ноября 2012 года  |
| На Пэгги напал один из подчинённых Дио в ответ на отказ присоединиться к нему. Джонатан спасает Пэгги, после чего направляется к Дио, чтобы уничтожить его. Джонатан не может просто так ввести в его тело хамон, но узнаёт, что может победить его с помощью меча, добытого у Бруфорда. В это время Томпэтти и Стрейвз сражаются против армии нежити Дио. В конце концов, Джонатану удаётся ввести хамон в тело Дио, уничтожив его. |                                                                   |                      |
| 9 | The Final Ripple! «Сайго но Хамон!» (最後の波紋!)                 | 30 ноября 2012 года  |
| Дио не умирает, так как успевает отделить свою голову, пока до неё не дошёл хамон. Джонатан женится на Эрине и на круизном лайнере решает отправиться в путешествие в Америку. В лайнере оказывается и Дио, который обращает всех людей в зомби. От него осталась только голова, но и с ней Дио остаётся достаточно сильным. Он намеревается убить Джонатана, чтобы заполучить его тело в качестве замены своего уничтоженного. Джонатан решает уничтожить лайнер, чтобы похоронить в море себя и Дио. Перед этим Эрина спасается, выплывая на гробу Дио с чужим младенцем на руках.                                 |                                                                   |                      |

## 2 часть: Battle Tendency (1 сезон)
| 10 | New York JoJo «Ню: Ё:ку но ДзёДзё» (ニューヨークのジョジョ)                                 | 7 декабря 2012 года  |
| 1938 год. Через 49 лет после смерти Джонатана постаревшие Спидвагон и Стрэйз отправляются в Мексику, где находят множество каменных масок. Стрэйз внезапно убивает всех членов экспедиции и надевает на себя маску, превратившись в вампира. Тем временем в Нью-Йорке живёт внук Джонатана — Джозеф Джостар. Он спасает мелкого карманника по имени Смоки Браун от полицейских, а позже подвергается атаке со стороны Стрэйза, который объявляет, что убил Спидвагона. |                                                                                             |                      |
| 11 | The Game Master «Гэ:му но Тацудзин» (ゲームの達人)                                          | 14 декабря 2012 года |
| Джозеф сражается со Стрэйвзом и узнаёт от него, что Спидвагон был похищен и доставлен в секретную лабораторию. После чего Стрэйвз кончает жизнь самоубийством, спрыгнув с Бруклинского моста. Джозеф решает поехать в Мексику. |                                                                                             |                      |
| 12 | The Pillar Man «Хасира но Отоко» (柱の男)                                                   | 21 декабря 2012 года |
| Джозеф подвергается нападению Донована, посланного нацистом Штрохаймом. Тем временем сам Штрохайм пытается пробудить «каменного человека из колонны» с помощью крови узников. Штрохайм называет его Сантаной, тот же выходит на свободу через вентиляционную шахту и начинает убивать всех подряд. В лабораторию прибывает Джозеф, который использует против Сантаны технику хамон. |                                                                                             |                      |
| 13 | JoJo vs. the Ultimate Lifeform «ДзёДзё vs. Кю:кёку Сэйбуцу» (JOJO vs. 究極生物)             | 4 января 2013 года   |
| В борьбе против Сантаны Джозеф понимает, что хамон не может убить его. Однако Джозефу удаётся разделить тело Сантаны напополам, после чего он пытается вынести его на солнце. Сантана успевает вселиться в тело Штрохайма через рану. Штрохайм, понимая, что скоро будет поглощён, рассказывает Джозефу о «других людях из колонны», которые находятся в Риме. Штрохайм подрывает себя в надежде убить Сантану, но тот снова спасается и нападает на Джозефа. Джозеф подставляет Сантану под солнечное отражение в колодце, и Сантана обращается в камень. |                                                                                             |                      |
| 14 | Ultimate Warriors from Ancient Times «Тайко кара Кита Кю:кёку Сэнси» (太古から来た究極戦士) | 11 января 2013 года  |
| Спидвагон забирает окаменелые остатки в свою штаб-квартиру в Вашингтоне и узнаёт, что Сантана не умер, но может дальше оставаться в окаменелом состоянии под постоянным ультрафиолетовым излучением. Тем временем Джозеф отправляется в Рим и знакомится там с Цезарем, внуком Уилла Цеппели. Цезарь очень холодно встречает Джозефа и даже нападает на него. После того, как Джозеф отбивает атаку Цезаря, он принимает Джозефа и соглашается помочь ему найти «людей из колонн». Тем временем Вам, один из людей из колонн, был пробуждён нацистами, после чего убил всех людей в лаборатории, пробудив также своих господ: Карса и Эйсидиси. Вам убивает друга Цезаря, поглотив половину его тела. Цезарь клянётся отомстить за смерть друга.                                           |                                                                                             |                      |
| 15 | Qualification of a Hero «Хи:ро: но Сикаку» (ヒーローの資格)                                 | 18 января 2013 года  |
| Цезарь в ярости нападает на людей из колонны, но оказывается серьёзно ранен Вамом. Джозеф тоже нападает на него, однако терпит поражение. Джозеф, понимая, что остался без сил, заманивает Вама на вагонетку и уезжает с ним, чтобы спасти Цезаря и Спидвагона. Вскоре Джозеф утверждает, что через месяц станет сильнее и сможет побороть людей из колонн. Вам заинтересовался им и поместил кольцо с ядом в сердце Джозефа, утверждая, что если Джозеф не победит его, то кольцо растворится в яд и убьёт Джозефа. То же самое делает и Эйсидиси, поместив своё кольцо внутрь шеи Джозефа. |                                                                                             |                      |
| 16 | Ripple Teacher Lisa Lisa «Хамон Кё:си Риса Риса» (波紋教師リサリサ)                         | 25 января 2013 года  |
| Джозеф и Цезарь отправляются в Венецию, чтобы учится у Лизы Лизы владеть хамоном. Она помещает главных героев в колодец с маслом, из которого можно выйти только при помощи хамона. Другого выбора нет, в противном случае Джозефа и Цезаря ждёт голодная смерть. |                                                                                             |                      |
| 17 | Laying Some Elaborate Traps! «Фукаку Вана о Хараэ!» (深く罠をはれ)                          | 1 февраля 2013 года  |
| Лиза Лиза объясняет главным героям, что люди из колонны ищут камень Эйши, который сможет избавить их от светобоязни и сделать более совершенными существами. Джозеф должен уничтожить камень. К тому моменту осталась лишь неделя до того, как кольца внутри Джозефа растворятся и убьют его. Лиза Лиза в качестве тренировки поручает главным героям сражаться против Логгинса и Мессины. Однако Логгинс оказывается убитым Эйсидиси. Джозеф вступает в бой с ним и одерживает победу, взяв противоядие из кольца, заключённого в шее. Однако мозг Эйсидиси не умирает и прикрепляется на спину Джозефа. |                                                                                             |                      |
| 18 | Team Stroheim's Counterattack «Сюторохайму-тай но Гякусю:» (シュトロハイム隊の逆襲)         | 8 февраля 2013 года  |
| Джозеф возвращается обратно в поместье Лизы Лизы и знакомится со служанкой Сьюзи. Мозг Эйсидиси незаметно захватывает её тело. Заражённая Сьюзи незаметно отправляет камень по почте. Эйсидиси в теле девушки нападает на Джозефа и Цезаря, но те боятся навредить Сьюзи. В результате они пускают хамон по её телу и выводят мозг. Позже главные герои и Лиза Лиза отправляются в Швейцарию, чтобы забрать камень Эйши, но его перехватывают нацисты. На базу нацистов прибывает Карс и убивает всех, кто там находится. Однако его поджидает Штрохайм, который теперь стал частично киборгом. |                                                                                             |                      |
| 19 | Rushing Towards the Cliffs of Death «Си но Гакэ э Цуппасирэ» (死の崖へつっ走れ)             | 15 февраля 2013 года |
| Штрохайм разработал механическое тело, чтобы иметь возможность сражаться против людей из колонны. Кажется, что Штрохайм может победить Карса, но тот использует световой режим на лезвии, с помощью которого можно резать металл. Карс добывает камень, но Штрохайм успевает пустить его по склону, и в результате Джозеф с Карсом устраивают за ним погоню и оба падают с обрыва. Камень оказывается у Джозефа и спасает его от падения. Вскоре наступает утро, Карс вынужден прервать погоню и укрыться. Главные герои полагают, что Карс прячется в заброшенном отеле, и решают туда пойти. Но Джозеф подозревает, что Карс приготовил ловушку для них и пытается отговорить Цезаря, который рвётся туда. В результате они ссорятся и Цезарь идёт в здание один.                        |                                                                                             |                      |
| 20 | Caesar's Lonely Youth «Си:дза: Кодоку но Сэйсюн» (シーザー孤独の青春)                       | 22 февраля 2013 года |
| Цезарь подходит к заброшенному зданию, но подвергается нападению Вама, который для защиты от солнца искажает свет и создаёт эффект прозрачности. Цезарь демонстрирует улучшенные навыки Ваму, который сбегает внутрь здания, осознав, что слаб снаружи. Цезарь продолжает сражаться с Вамом и сильно ранит его, однако из-за просчёта получает смертельный удар. Цезарю удаётся получить кольцо-противоядие у Вама и передать Джозефу через свой последний созданный пузырь. |                                                                                             |                      |
| 21 | The Hundred vs. Two Wager «Хяку тай Ни но Какэхики» (100対2のかけひき)                      | 1 марта 2013 года    |
| Джозеф и Лиза Лиза также отправляются в заброшенный отель, где скрывается Карс, и подвергаются нападению вампира по имени Вайрэд Бэк. Лиза Лиза быстро справляется с ним, введя хамон в тело через шарф. Джозеф и Лиза встречают Карса и Вама. Карс хочет убить главных героев, но Лиза говорит, что к камню эйши прикреплена взрывчатка со счётчиком, Лиза предлагает сразиться в колизее против Карса, а Джозеф — против Вама. Карс соглашается и уходит вместе с Вамом. |                                                                                             |                      |
| 22 | A True Warrior «Син но Какуто:ся» (真の格闘者)                                              | 8 марта 2013 года    |
| Джозеф и Вам устраивают поединок в Колизее. Когда Ван хотел нанести смертельный удар, Джозеф частично оторвал ему руки. Вам выколол свои глаза и стал ориентироваться по воздуху. Он наносит тяжёлый удар Джозефу. Однако тот снова вводит хамон и ранит Вама в грудь. |                                                                                             |                      |
| 23 | The Warrior Returning to the Wind «Кадзэ ни Каэру Сэнси» (風にかえる戦士)                   | 15 марта 2013 года   |
| Вам с помощью своей финальной техники хочет убить Джозефа путём всасывания воздуха в тело и выпуская его через голову, создавая с помощью высокого давления разрушительные потоки воздуха. Джозеф подкидывает масло, которое постепенно и незаметно всасывалось в тело Вама, затем и горящую повязку. Огонь, попавший в тело Вама, вступил в реакцию с маслом и взорвал его тело. Позже Лиза Лиза вступает в бой с Карсом, но тот обманывает женщину смертельно ранит её ударом в спину. Там временем Спидвагон и Штрохайм прибывают на помощь, чтобы с помощью ультрафиолетовых ламп бороться против армии вампиров. |                                                                                             |                      |
| 24 | The Link to JoJo «ДзёДзё о Мусубу Кидзуна» (JOJOを結ぶ絆)                                   | 22 марта 2013 года   |
| Джозеф сражается против Карса, но начинает проигрывать ему. Он прибегает к хитрому плану, скидывает Карса со здания и спасает Лизу Лизу. Кажется, что Карс должен умереть, но он успел добыть камень Эйши и вставить его в каменную маску, надев на себя. Штрохайм делает попытку убить его с помощью ультрафиолетовых лучей. |                                                                                             |                      |
| 25 | Birth of the Ultimate Being! «Тё: Сэйбуцу но Тандзё:!» (超生物の誕生!)                      | 29 марта 2013 года   |
| Карс становится совершенным существом и больше не боится солнца. Он может также преобразовывать части своего тела, чтобы, например, летать. Понимая, что у Джозефа нет шансов победить, он сбегает на самолёте и хочет заманить Карса к вулкану. Джозефу удаётся прижать Карса к носу самолёта благодаря Штрохайму, который спрятался в боковой части самолёта. Перед тем, как самолёт падает в магму, Штрохайм хватает Джозефа и успевает приземлиться у края кратера, но сила удара оказывается настолько велика, что механические ноги Штрохайма полностью ломаются. |                                                                                             |                      |
| 26 | The Man Who Became a God «Ками то Натта Отоко» (神となった男)                               | 5 апреля 2013 года   |
| Карсу удаётся выбраться из Магмы, и он отрубает руку Джозефу. Выясняется, что Карс может использовать хамон, который по силе в сто раз превосходит силу Джозефа. Но происходит сильное извержение, и камень, на котором находятся Джозеф и Карс, улетает в высшие слои атмосферы. Карс улетает в космос и навечно замерзает, а Джозеф падает обратно на землю и пропадает без вести. Все считали, что он умер, и даже устроили похороны. Однако Джозеф выжил, так как упал в воду, и за ним ухаживала Сьюзи; впоследствии они поженились. В конце показана дальнейшая судьба главных героев. 1989 год, постаревший Джозеф отправляется в Японию, чтобы встретиться с дочерью. Показаны короткие сцены, где его внук Дзётаро сидит в тюрьме, а гроб с телом Дио Брандо вытаскивают на сушу. |                                                                                             |                      |

## 3 часть: Stardust Crusaders (2—3 сезон)
| 1 (27) | A Man Possessed by an Evil Spirit «Акуруё ни торицука рэта отоко» (悪霊 に とりつか れ た 男)                                                            | 4 апреля 2014 года    |
| Действие происходит в 1987 году. Моряки поднимают со дна Атлантического океана гроб с телом Дио Брандо, который покоился там 100 лет, он оживает и убивает моряков. Становится ясно, что Дио сумел захватить тело Джонатана, которым заменил своё уничтоженное. По этой причине у всех потомков Джонатана пробуждаются «стенды» (яп. スタンド сутандо) — существа, являющиеся воплощением духовной сущности, воли человека и обладающие разными способностями. Их получают Джозеф Джостар, его дочь Холли Кудзё и внук Дзётаро Кудзё. Однако Дзётаро убеждён, что одержим злым духом и сам добровольно становится заключённым в тюрьме, его оттуда силой вытаскивает дед Джозеф и его спутник Авдол. Джозеф вводит Дзётаро в курс дела. | |                       |
| 2 (28) | Who Will Be the Judge!? «Сабаку но ва Дарэ да!?» (裁くのは誰だ!?)                                                                                        | 11 апреля 2014 года   |
| Дзётаро отправляется в школу, где на него нападает Нориаки Какёин, он овладевает телом медсестры и с его помощью сражается с Дзётаро, однако стенд Star Platinum успешно освобождает медсестру от стенда Какёина и одерживает победу над самим Какёином, Дзётаро приносит его без сознания к себе домой и узнаёт, что на деле он был под контролем Дио. | |                       |
| 3 (29) | The Curse of Dio «Дио но Дзюбаку» (DIOの呪縛) | 18 апреля 2014 года   |
| Дзётаро и Джозеф находят на голове Какёина отросток волос Дио, который контролирует его мозг. Дзётаро удачно извлекает его из головы Какёина и оставляет его поправляться. Внезапно выясняется, что стенд Холли начинает медленно убивать её, так как Холли слишком нежная и слабая для своего стенда. Джозеф, Дзётаро и Авдол делают вывод, что должны немедленно попасть в Египет, чтобы убить Дио и спасти Холли, к ним решает добровольно присоединиться Какёин. | |                       |
| 4 (30) | Tower of Gray «Тава: Обу Гурэ» (灰の塔（タワー・オブ・グレー）)                                                                                          | 25 апреля 2014 года   |
| Главные герои решают полететь на самолёте, однако на них нападаёт стенд в виде жука. Какёин побеждает его, однако самолёт вынужден совершить аварийную посадку. Главные герои понимают, что не смогут добраться до Египта на самолёте, так как если вражеский стенд снова на них нападёт, то на кон будет поставлена жизнь пассажиров, и останавливаются в Гонконге. Во время обеда в ресторане на них нападает Польнарефф, обладающий стендом. | |                       |
| 5 (31) | Silver Chariot «Сируба: Тяриотцу» (銀の戦車（シルバーチャリオッツ）)                                                                                     | 2 мая 2014 года       |
| С Польнареффом решает сражаться Авдол, они выходят на улицу. Хоть Авдол оказывается серьёзно ранен в процессе битвы, он одерживает победу над Польнареффом, однако видя его благородство, решает не убивать его. Дзётаро освобождает Польнареффа от зависимости Дио, и тот решает присоединиться к главным героям в надежде найти убийцу своей сестры, веря, что он как-то связан с Дио. | |                       |
| 6 (32) | Dark Blue Moon «Да:ку Буру: Му:н» (暗青の月（ダークブルームーン）)                                                                                       | 9 мая 2014 года       |
| Главные герои решают продолжить своё путешествие по воде, однако Капитан корабля оказывается подчинённым Дио и нападает на главных героев с целью убить Дзётаро и Джозефа, однако оказывается убит Дзётаро. Корабль сильно повреждён, и все люди на нём вынуждены пересесть на две лодки, внезапно главные герои натыкаются на огромный корабль-призрак. | |                       |
| 7 (33) | Strength «Суторэнгусу» ((力（ストレングス）) | 16 мая 2014 года      |
| Главные герои высаживаются на корабль, но не находят там ни одного человека, лишь орангутана в клетке. Внезапно один из прибывших моряков оказывается убит, главные герои не могут найти стенд, сделавший это. Впоследствии выясняется, что стенд — это весь корабль, а его владелец — сам орангутан, он чуть не убивает всех главных героев, но Дзётаро убивает орангутана и вместе с ним исчезает и сам корабль, главные герои продолжают путешествие и попадают в Сингапур. | |                       |
| 8 (34) | Devil «Дэбиру» (悪魔（デビル）) | 23 мая 2014 года      |
| В Сингапуре главные герои останавливаются в роскошном отеле. Польнареффу достаётся отдельный номер, где его поджидает убийца и наёмник по имени «проклятый Дэво», сначала Польнарефф ранит его, однако его кукла-стенд привязывает Польнареффа к кровати снизу и начинает истязать его. Польнарефф прибегает к смекалке и освобождается от верёвок, выбирается из-под кровати и убивает Дэво. Джозеф узнаёт, что Какёин является предателем и тайно передаёт информацию приспешникам Дио. | |                       |
| 9 (35) | Yellow Temperance «Иэро: Тёнпарансу» (黄の節制（イエローテンパランス）)                                                                                  | 30 мая 2014 года      |
| Дзётаро, Анна и Какёин гуляют по улицам Сингапура. Однако последний ведёт себя слишком жестоко и подозрительно. Дзётаро подозревает, что Какёин одержим чужим стендом и нападает на него. Тут же выясняется, что под Какёина замаскировался Раббер Соул, один из приспешников Дио и с помощью своего стенда Stand Yellow Temperance, способного поглощать плоть, пытается поглотить и Дзётаро. Однако главному герою удаётся с помощью Star Plantinum поразить самого носителя стенда. | |                       |
| 10 (36) | The Emperor and the Hanged Man, Part 1 «Энпэраː то Хангудоман Соно 1» (皇帝（エンペラー）と吊られた男（ハングドマン） その１)                            | 6 Июня 2014 года      |
| Главные герои отправляются в Индию и останавливаются с передышкой в чайхане. Польнарефф, отправившись в туалет для справления малой нужды, замечает в отражении зеркала странную тень, похожую на стенд. Он понимает, что стенд принадлежит Джею Гайлу, когда-то убившему сестру Польнареффа, и решает покинуть команду, чтобы лично найти и расправится с обидчиком. Члены команды считают действия Польнареффа безрассудными. Сам Польнарефф натыкается на Хол Хорса, другого наёмника Дио, работающего в паре с Джей Гайлом, и использует против Польнареффа своей стенд-пистолет — Emperor, позволяющий контролировать направление пули. Польнарефф терпит поражение, и от смерти его спасает Авдол, однако второго со спины атакует Hanged Man — стенд Джей Гайла. На выручку Польнареффу прибегает Какёин. | |                       |
| 11 (37) | The Emperor and the Hanged Man, Part 2 «Энпэраː то Хангудоман Соно 2» (皇帝（エンペラー）と吊られた男（ハングドマン） その２)                            | 13 июня 2014 года     |
| Какёин и Польнарефф находятся в невыгодном положении и решают сбежать от Хол Хорса на машине. Однако за ними по пятам идёт стенд Hanged Man, спрятавшийся в отражении бампера машины. Он нападает на главных героев, но те успевают доехать до храма, где спрятался Джей Гайл. Однако стенд продолжает атаковать героев, которые понимают, Hanged Man может существовать столько в отражении, но его урон действует и на физический мир, и что без отражений не может передвигаться, поэтому герои стараются избегать любых блестящих предметов. Эту слабость герои используют в свою пользу и одерживают победу над Джей Гайлом и его стендом. Позже героев встречает Хол Хорс, и испугавшись смерти напарника Джей Гайла, решает сбежать, но герои собираются напасть, однако от атаки Хола спасает Нена, индийская девушка, влюблённая в Хола. | |                       |
| 12 (38) | The Empress «Энпурэсу» (女帝（エンプレス）) | 20 июня 2014 года     |
| Нена незаметно подсаживает на руку Джозефа паразита, который постепенно разрастается. Главные герои на машине отправляются в Варанаси, где врач советует Джозефу удалить странную опухоль на руке. Однако нарост оказывается стендом The Empress и убивает врача, затем постоянно пытаясь нанести вред Джозефу и остальным, из-за чего Джозефа даже начинает преследовать полиция. Тем временем Польнарефф уговаривает Нену встречаться с ним. Джозефу удаётся уничтожить стенд с помощью своего Hermit Purple. Нина тоже погибает и возвращается в свой первоначальный облик - толстой старухи. | |                       |
| 13 (39) | Wheel of Fortune «Ховиːру Обу Фоːтюн» (運命の車輪（ホウィール・オブ・フォーチュン)                                                                       | 27 июня 2014 года     |
| Главные герои отправляются на машине до границы Пакистана, но за ними по пятам идёт странный автомобиль, постоянно мешающий героям двигаться дальше. Дзётаро подозревает, что машина является стендом, но к тому моменту оказывается уже слишком поздно, так как главные герои заезжают в тупик. ДзиДзи, водитель машины и одновременно стенда Wheel of Fortune, нападает на главных героев, и ему даже удаётся ранить Дзётаро, используя капли бензина, как пули. Но Стенд Дзётаро Star Plantinum оказывается сильнее, чем Wheel of Fortune, и побеждает стенда ДзиДзи. | |                       |
| 14 (40) | Justice, Part 1 «Дзясутису Соно 1» (正義（ジャスティス）その１)                                                                                          | 4 июля 2014 года      |
| Главные герои по дороге через горы Пакистана решают остановиться в маленьком городке, жители которого ведут себя крайне странно, словно живые мертвецы. Героев встречает старушка Энья и приглашает переночевать в своём отеле. Однако главные герои пока не подозревают, что находятся в смертельной опасности, так как Энья — мать Джей Гайла. Она жаждет отомстить за смерть сына и прежде всего намеревается убить Польнареффа. | |                       |
| 15 (41) | Justice, Part 2 «Дзясутису Соно 2» (正義（ジャスティス）その２)                                                                                          | 11 июля 2014 года     |
| Энья нападает на Польнареффа, когда тот остаётся один в холле гостиницы, и пытается ранить его, так как стенд Эньи — Justice — может через раны превращать людей и даже трупов в марионетки. В результате Энья ранит Польнареффа в язык и заставляет его лизать туалет. На шум прибегает Дзётаро, и хотя старушка пытается убедить героя в том, что всё в порядке, Дзётаро разоблачает Энью и та тоже пытается ранить героя. Однако стенд Дзётаро затягивает в себя Justice, и Энья теряет сознание. Город оказывается руинами и могильником, а его жители — давно умершими и «обителями» могил. | |                       |
| 16 (42) | The Lovers, Part 1 «Рабаːдзу Соно 1» (恋人（ラバーズ） その１)                                                                                           | 18 июля 2014 года     |
| Главные герои берут в заложники Энью и на найденной повозке отправляются в Карачи. Около лавки Кебаба оказывается Стили Дэн, приспешник Дио и владелец стенда The Lovers. Он убивает Энью, чтобы та не выдала секрет стенда Дио. Стили внедряет свой стенд в мозг Джозефа, таким образом все нанесённые ему ранения будут наноситься Джостару в многократном объёме. Главные герои решают сбежать, но Дзётаро остаётся рядом со Стили. Польнарефф и Какёин решают уменьшить свои стенды до микроскопических размеров, чтобы изгнать из мозга Джозефа The Lovers. | |                       |
| 17 (43) | The Lovers, Part 2 «Рабаːдзу Соно 2» (恋人（ラバーズ） その２)                                                                                           | 25 июля 2014 года     |
| Стили издевается над Дзётаро, пользуясь тем, что тот не может его ударить. Тем временем стенды Польнареффа и Какёина сражаются с The Lovers внутри Джозефа. В конце концов им удаётся победить стенд и изгнать его из Джозефа. The Lovers пытается внедриться в Дзётаро, но Star Plantinum успевает его схватить, и Дзётаро избивает Стили до полусмерти. | |                       |
| 18 (44) | The Sun «Сан» (太陽（サン）) | 1 августа 2014 года   |
| Главные герои прибывают в Арабские Эмираты, в Абу-Даби, и собираются на верблюдах отправиться в посёлок Ярплин, чтобы оттуда уже на самолёте пересечь Саудовскую Аравию. После изнурительного дня в пустыне, главные герои замечают, что солнце не садится, и понимают, что это стенд. Он поднимает температуру до такой степени, что верблюды погибают, и плюётся огненными камнями в цель, а главным героям приходится прятаться под землёй. Однако вскоре они догадываются, что владелец стенда прячется за маскировочным стеклом, и тот нечаянно выдал себя из-за отражённого валуна. Дзётаро кидает камень, и попадает во владельца Стенда, таким образом стенд исчезает. | |                       |
| 19 (45) | Death 13, Part 1 «Дэсу Саːтиːн Соно 1» (死神13（デスサーティーン） その１)                                                                               | 8 августа 2014 года   |
| Главные герои добираются до перевалочного пункта, а Какёину снится сон, где на него нападает стенд Death 13 и при нём убивает собаку. Какёин в ужасе просыпается и видит, что собака действительно существовала и была убита. Главные герои покупают самолёт, но местные жители просят, чтобы герои доставили в больницу младенца. Однако никто не подозревает, что владельцем стенда является младенец. Какёин засыпает в самолёте и на него снова нападает Death 13. Пытаясь защитить себя во сне, Какёин нечаянно бьёт Джозефа и тот теряет управление самолётом. Какёин начинает подозревать ребёнка и даже пытается напасть на него со стендом, однако другие члены думают, что Какёин сошёл с ума, и Польнарефф вырубает Какёина. | |                       |
| 20 (46) | Death 13, Part 2 «Дэсу Саːтиːн Соно 2» (死神13（デスサーティーン） その２)                                                                               | 15 августа 2014 года  |
| Главные герои идут спать и все попадают в кошмарный сон, где на них нападаёт Death 13, однако никто не может использовать там свои стенды, кроме Какёина, так как тот потерял сознание с вызванным стендом, что позволило стенду попасть в мир снов. Таким образом, стенду Какёина удаётся побороть Death 13, и главные герои выбираются из кошмарного сна. Какёин оставляет жизнь ребёнку при условии, что он никогда не будет преследовать героев. | |                       |
| 21 (47) | Judgement, Part 1 «Дзядзимэнто Соно 1» (（ジャッジメント） その１)                                                                                       | 22 августа 2014 года  |
| Перед тем, как пересечь Красное море, герои отправляются на небольшой остров, где живёт отец Авдола. Польнарефф находит лампу с джинном (стендом) и загадывает желания, в том числе воскресить свою сестру и Авдола. Стенд исполняет желания, однако «воскресшие» нападают на Польнареффа и пытаются съесть его плоть. | |                       |
| 22 (48) | Judgement, Part 2 «Дзядзимэнто Соно 2» (審判（ジャッジメント） その２)                                                                                   | 29 августа 2014 года  |
| Польнарефф из-за противоречивых чувств не может напасть на «сестру» и «Авдола» и из-за потери крови теряет сознание. Однако на помощь Польнареффу приходит настоящий Авдол, который, как выяснилось, вовсе не умер, а лишь залечивал в Индии раны и потом прикидывался стариком. Авдол быстро расправляется со своей копией и самим Judgement, а Польнарефф, преодолевая свои чувства, убивает «сестру». Вскоре выясняется, что все кроме Польнареффа знали о том, что Авдол жив, но решили это скрыть от «болтливого» Польнареффа, чтобы о тайне не прознали враги. | |                       |
| 23 (49) | High Priestess, Part 1 «Хаи Пуриэсутэсу Соно 1» (女教皇（ハイプリエステス） その１)                                                                      | 5 сентября 2014 года  |
| Главные герои отправляются на подводной лодке через Красное море, чтобы добраться до берегов Египта. Однако в лодку пробирается стенд High Priestess, способный сливаться с железными предметами для маскировки, и начинает поочерёдно нападать на главных героев и намеренно постепенно затапливает лодку. | |                       |
| 24 (50) | High Priestess, Part 2 «Хаи Пуриэсутэсу Соно 2» (女教皇（ハイプリエステス） その２)                                                                      | 12 сентября 2014 года |
| Главные герои спасаются бегством в аквалангах, однако стенд сливается со скалами (из-за наличия в них соединений металла) и в образе огромного лика поглощает главных героев. Стенд в буквальном смысле пытается поглотить героев, но кулак Star Plantinum оказывается сильнее зубов Priestess, закрывающих путь к свободе, и ломает все зубы стенду. Главные герои оказываются на свободе и отправляются в Египет. | |                       |
| 25 (51) | Iggy the Fool and Geb's N'Doul, Part 1 «Дза Фуːруː но Ифиː то Гэбу-син но Ндуːру Соно 1» (「愚者」（ザ・フール）のイギーと「ゲブ神」のンドゥール その１) | 9 января 2015 года    |
| Главные герои решают на машине пересечь пустыню, чтобы добраться до Каира. К ним прибывает вертолёт с представителями компании «Спидуагон», чтобы отдать Джозефу собачку по имени Игги, владеющую стендом по имени Тhe Fool. Но в пустыне на них нападает Эн Доул с помощью стенда Geb — сначала убивает пилотов самолёта, а потом целится и на героев. Хотя стенд передвигается под песком быстрее Star Plantinum и убивает с одного удара, например он в миг сумел ранить глаза Какёина, сделав его слепым. Однако его слабость заключается в том, что без звука Geb не может определить местоположение жертвы, по той причине, что Эн Доул слеп и ориентируется по звуку. Главные герои понимают это и стремятся не двигаться. | |                       |
| 26 (52) | Iggy the Fool and Geb's N'Doul, Part 2 «Дза Фуːруː но Игиː то Гэбу-син но Ндуːру Соно 2» (「愚者」（ザ・フール）のイギーと「ゲブ神」のンドゥール その２) | 16 января 2015 года   |
| Главные герои замерли в ожидании и страхе быть атакованными стендом. Авдол пытается обмануть стенд, кидая свои кольца так, будто он пытается аккуратно идти. Когда стенд высунулся, Авдол атаковал его огнём, но стенд успел сбежать. Тогда Дзётаро решает с помощью стенда Игги, способного планировать по воздуху добраться до хозяина водяного стенда. Эн Доул подозревает что-то не ладное и образует песчаную бурю, сумев таким образом определить положение Дзэаро и Игги. Однако оказывается слишком поздно, и Star Plantinum наносит удар Доулу, однако тот решает себя убить, чтобы не быть допрошенным. | |                       |
| 27 (53) | Khnum's Oingo and Thoth's Boingo «Кунуму-сим но Оинго то Тото-син но Боинго» (「クヌム神」のオインゴと「トト神」のボインゴ)                              | 23 января 2015 года   |
| Герои добираются до городка Асван, где Какёин и Авдол должны подлечить полученные в последней битве раны. Тем временем братья Оинго и Боинго, обладатели стенда и приспешники Дио решают убить главных героев. Младший — Боинго обладает стендом Thoth, способные картинками передавать точное будущее, а Оинго с помощью своего стенда — Knhum может изменять лицо. Сначала братья пытаются накормить героев ядовитым чаем в ресторане, но те убегают в погоне за Икки, не успев выпить яд. Затем Оинго превратившись в «Дзётаро» пытается пронести в машину героев апельсин со спрятанной бомбой, однако не подозревающие Джозеф и Польнарефф не дают «Дзётаро» вылезти из машины, однако тому удаётся убежать из машины, но к нему попадает и апельсин с бомбой, который смертельно ранит Оинго. Боинго клянётся отомстить и завершить дело по убийству героев, но на него нападают люди, которых раннее братья обижали. Главные герои так и не заподозрили, что «повергли» очередного врага. | |                       |
| 28 (54) | Anubis, Part 1 «Анубису-Син Соно 1» (「アヌビス神」 その１)                                                                                              | 30 января 2015 года   |
| Каир, группа туземцев находят таинственный меч и обнажают его ножны, однако меч сразу овладевает разумом и телом молодого человека, и заставляет убить своего отца и друзей. Меч оказывается стендом по имени Anubis и является приспешником Дио, он решает вызвать в открытую на поединок Польнареффа, но терпит поражение. Молодому человеку удаётся избавится от чар и Польнарефф забирает меч. Он идёт вместе с Дзётаро в парикмахерскую. Однако оставленный меч трогает работник заведения и становится одержимым, снова пытаясь убить Польнареффа. | |                       |
| 29 (55) | Anubis, Part 2 «Анубису-Син Соно 2» (「アヌビス神」 その２)                                                                                              | 6 февраля 2015 года   |
| Польнарефф сражается с одержимым парикмахером, но его нокаутирует Дзётаро. Однако меч успевает быстро завладеть разумом Польнареффа и нападает на Дзётаро. Хотя он сумел нанести герою несколько серьёзных ранений, Star Plantinum разбивает меч своими кулаками. | |                       |
| 30 (56) | Bastet's Mariah, Part 1 «Басутэто Ёсин но Марайа Соно 1» (「バステト女神」のマライア その１)                                                             | 13 февраля 2015 года  |
| Джозеф видит случайно в пустыне на камне розетку и трогает её, после чего получает удар током. Джозеф не подозревает, что попал под проклятие стенда Bastet, чей владелицей является Марейя, приспешница Дио. К Джозефу начинают притягиваться металлические предметы, причём всё сильнее и сильнее. Однажды его протянуло к эскалатору и могло вот-вот раздавить, перед ним показалась и владелица стенда. Однако эскалатор остановил Авдол, незаметно сам попав под проклятие стенда. Авдол и Джозеф пытаются найти Марейю по горячим следам, но их начинает притягивать друг-к-другу, как 2 магнита, что усложняет преследование. | |                       |
| 31 (57) | Bastet's Mariah, Part 2 «Басутэто Ёсин но Марайа Соно 2» (「バステト女神」のマライア その２)                                                             | 20 февраля 2015 года  |
| Джозеф и Авдол пытаются оторваться друг от друга, чем привлекают местную молодёжь, понимающую ситуацию двусмысленно. Однако им снова удаётся разъединится и быстро найти Марейю. Однако она завела героев в ловушку, оказавшись рядом с рельсами, к которым намертво притягивает Джозефа и Авдола. Героев должен был убить надвигающийся поезд, однако Авдол успел с помощью стенда прожечь дыру под рельсами и там скрыться, что сильно злит Марейю и она сбегает. Герои продолжают её преследовать и предварительно зная карту местности, решают зажать её с двух сторон, по пути к цели к Джозефу и Авдолу прилепилось множество металлических предметов, делая движения почти невозможными. А сама Марейя перерезала электрические провода, так, чтобы они притягивались к героям. Однако она не предусмотрела, что Авдол и Джозеф, к которым тоже прилипла сотня килограмм металла могут снова притянуться друг к другу в тот момент, когда между ними будет стоять Марейя, что внезапно так и получилось. Марейю чуть не раздавило на смерть и стенд перестал действовать.                                                                                        | |                       |
| 32 (58) | Set's Alessi, Part 1 «Сэто-син но Арэссиː Соно 1» (「セト神」のアレッシー その１)                                                                        | 27 февраля 2015 года  |
| В то время, как Джозеф и Авдол сражаются с Марейей, Польнарефф натыкается на таинственного человека по имени Алэсси, который пытается напасть на него своим стендом. Однако Польнарефф уворачивается и преследует неприятеля, не заметив, как сам превратился в 7-ми летнего ребёнка. Алэсси нападает на маленького Польнареффа и издевается над ним, однако Польнареффу удаётся своим стендом проткнуть шею Алэсси и тот в панике сбегает. Польнареффа находит женщина и видя, что «ребёнок» ранен, решает привезти его в свой дом. | |                       |
| 33 (59) | Set's Alessi, Part 2 «Сэто-син но Арэссиː Соно 2» (「セト神」のアレッシー その２)                                                                        | 6 марта 2015 года     |
| Девушка решает подмыть Польнареффа, чем смущает его, но тот не может признаться, что является взрослым. Одновременно мальчику приятно видеть тело полуобнажённой девушки. Однако она внезапно исчезает и вместо неё появляется Алэсси, пытающийся убить Польнареффа. Однако мальчику удаётся сбежать от лап злодея и он видит, что девушка была превращена в эмбриона и через короткое время умрёт, так как находится вне естественной среды обитания — материнской утробы. Польнарефф пытается сбежать с эмбрионом и ему приходится прятаться, позже Алэсси замечает на улице мимо проходящего Дзётаро и на нём использует свой стенд, превращая в подростка, однако Дзётаро от этого не слабеет и своими кулаками жестоко избивает Алэсси. Все возвращаются к своему прежнему возрасту, в том числе и девушка. Она видит Польнареффа и подозревает, что он и есть тот самый мальчик, но Польнарефф отрицает это и уходит с Дзётаро с тяжёлым сердцем. | |                       |
| 34 (60) | D'Arby the Gambler, Part 1 «Даːбиː Дза Дуанбураː Соно 1» (ダービー・ザ・ギャンブラー その１)                                                             | 13 марта 2015 года    |
| Главные герои пытаются найти здание Дио в Каире и в одной из местных баров таинственный незнакомец по имени Дэ Арби говорит, что знает информацию, но отдаст её, если проиграет в азартную игру, но если выиграет, то заберёт душу. Герои понимают, что он приспешник Дио, и решают сыграть с ним. Польнарефф сделал ставку, что мимо проходящий кот подбежит к левому куску сушёной рыбы, но проигрывает и стенд Дэ Арби забирает его душу. Потом в игру включается Джозеф и предлагает сыграть в кидание монетки в воду, однако тоже терпит поражение, так как Дэ Арби сжульничал. В результате душа Джозефа была захвачена. | |                       |
| 35 (61) | D'Arby the Gambler, Part 2 «Даːбиː Дза Дуанбураː Соно 2» (ダービー・ザ・ギャンブラー その２)                                                             | 20 марта 2015 года    |
| Чтоб спасти Польнареффа и Джозефа, Дзётаро приходится играть с Дэ Арби в покер. Дзётаро для честной игры позвал незнакомого мальчика для перетасовки колоды, но мальчик тоже оказался в сговоре с Дэ Арби и подсовывал Дзётаро «самый мусор». Однако Дзётаро сделал вид, что у него преимущество и с помощью Star Plantinum сделал несколько трюков, заставив Дэ Арби подумать, что Дзётаро с помощью стенда способен подменять карты. После чего герой повысил ставку, требуя рассказать о Дио и обмен на душу Холли. Это окончательно сбило с толку Дэ Арби и ввергло его в панику, что тот сдался, не закончив игру. А Польнарефф с Джозефом были освобождены. | |                       |
| 36 (62) | Hol Horse and Boingo, Part 1 «Хору Хоːсу то Боинго Соно 1» (ホル・ホースとボインゴ その１)                                                               | 27 марта 2015 года    |
| Хол Хорс узнаёт о способностях Боинго и крадёт его из больницы, чтобы сделать временным напарником. Книга-стенд Боинго даёт странные предсказания, например, что Хол ударит девушку и в знак благодарности она отдаст ему ожерелье. Однако это действительно сбывается, так как Хол замечает на спине девушки скорпиона, которого ударом немедленно убивает. Хогда Хол и Боинго замечают главных героев, то книга предсказывает, что если Хол засунет Польнареффу пальцы в нос, то остальные герои будут сильно ранены. Польнарефф случайно замечает Хол Хорса и пытается напасть, и Хорс действительно втыкает свои пальцы в ноздри Польнареффа, чем застаёт его в замешательство. | |                       |
| 37 (63) | Hol Horse and Boingo, Part 2 «Хору Хоːсу то Боинго Соно 2» (ホル・ホースとボインゴ その２)                                                               | 3 апреля 2015 года    |
| Главные герои прибегают к Польнареффу и видят Хорса. Он случайно опрокидывает бак с маслом, на который наезжает машина и врезается в главных героев, разрушив стену здания с трубами. Предсказание сбылось о показывает, что если Хорс выстрелит в канализацию , то пуля вылетит через повреждённый участок трубы прямо в лоб Дзётаро, выстрел должен состоится в 12 часов, что Хорс и делает, однако пули проходят мимо Дзётаро и рикошетом попадают в лоб Хорса, чем сильно ранят его, но не убивают. | |                       |
| 38 (64) | The Guardian of Hell, Pet Shop, Part 1 «Дзигоку но Монбан Рэтто Сёппу Соно 1» (地獄の門番ペット·ショップ その１)                                         | 10 апреля 2015 года   |
| Главные герои занимаются активным поиском дома Дио, и просят помощи у попрошайки, который обещает найти дом за 3 часа. Сам Дом случайно замечает Игги. Он видит, как 2 пса, пробравшихся через ворота немедленно оказываются убитыми соколом, владеющим ледяным стендом. Вскоре попрошайка находит здание и сокол, заметив, что тот направленно искал здание, убивает его. По пятам убитых псов прибегает их хозяин-мальчик и пытается пролезть под входом. Сокол хочет атаковать мальчика, но его защищает Игги. Сокол начинает преследовать пса по городу и Игги прячется в канализации, однако птица через миг пробирается туда же и стендом нападает на Игги. Главные герои ждут попрошайку и подозревают неладное. | |                       |
| 39 (65) | The Guardian of Hell, Pet Shop, Part 2 «Дзигоку но Монбан Рэтто Сёппу Соно 2» (地獄の門番ペット·ショップ その２)                                         | 17 апреля 2015 года   |
| Сокол атакует Игги стендом и он ранит свою лапу, также Игги удаётся ранить сокола в грудь, но тот повторно атакует Игги и примораживает его конечность. Собаке, чтобы сбежать, проходится оторвать часть лапы. Игги сбегает под реку и с помощью стенда создаёт небольшую крепость из песка с воздухом внутри. Однако сокол сразу находит Игги и атакует его крепость со всей силой, а затем замораживает со всех сторон, чтобы раздавить крепость с Игги. Собаке приходится рыть тоннель, где он видит, что под землёй находится пустое пространство, где притаился и сам сокол, который собирается выстрелить в собаку ледяным стендом. Игги, понимая, что бежать некуда прямо нападает на сокола, до того, как он успевает использовать стенд и птица погибает. Игги удаётся всплыть наружу, но сил добраться до берега ему не хватает, но его спасает тот самый мальчик, которого Игги спас раннее и обрабатывает рану. Пёс возвращается к героям и теперь, испытывая неприязнь к Дио решает указать местонахождения дома, чтобы помочь героям. | |                       |
| 40 (66) | D'Arby the Player, Part 1 «Даːбиː дза Пурэийа Соно 1» (ダービー・ザ・プレイヤー その１)                                                                  | 24 апреля 2015 года   |
| Главные герои у входа встречают Теренса, младшего брата Дэ Арби, который тоже увлечён азартными и прочими играми, но не склонен жульничать. Он с помощью стенда Atum уволакивает за собой Дзётаро, Какёина и Джозефа в некой вымышленный мир, где предлагает в обмен на свободу сыграть в компьютерную игру, в противном случае стенд Теренса заберёт душу проигравшего и поместит в куклу. На игру соглашается Какёин и выбирает гонки, в которых является профи. Какёин и Теренс «сражаются» на равных, и не понятно, что победит. | |                       |
| 41 (67) | D'Arby the Player, Part 2 «Даːбиː дза Пурэийа Соно 2» (ダービー・ザ・プレイヤー その２)                                                                  | 1 мая 2015 года       |
| Игра заканчивается поражением Какёина, так как тот вытолкнул с трассы машину Теренса, но та упала обратно на трассу и оказалась впереди. Теренс заточил душу Какёина в куклу. На вторую игру соглашается Дзётаро, чтобы вернуть душу Какёина и выбирает игру в Бейсбол. Поскольку Дзётаро раньше не играл в игры, он каждый раз промахивается, но вскоре освоив игру перетягивает преимущество на свою сторону. Хотя казалось, что Дзётаро освоился в игре и должен был выиграть, он начал снова постоянно проигрывать, как будто Теренс читал мысли Дзётаро и знал его ходы. | |                       |
| 42 (68) | The Miasma of the Void, Vanilla Ice, Part 1 «Акуː н Сёːки Ванира Аису Соно 1» (亜空の瘴気 ヴァニラ・アイス その１)                                       | 8 мая 2015 года       |
| Дзётаро находится в невыгодном положении, но понял, что Теренс, вероятно с помощью стенда, предугадывает его действия и пошёл на трюк, не позволяющий разгадывать мысли Дзётаро, что очень встревожило Теренса и даже ввело в панику, так как его стенд действительно способен читать мысли людей, но только с помощью да и нет, но Теренс видит, что Дзётаро совершает действия, противоречивые его мыслям. В конце концов Теренс сдался и Какёин оказался на свободе. Уловка Дзётаро заключалась в том, что на деле его джойстиком управлял Джозеф через свой стенд и поэтому Теренс и не смог предугадывать движения Дзётаро. Какёин, Джозеф и Дзётаро решают выбраться из «вымышленного мира» и вдруг понимают, что находились в особенном зале, стилизованным под остров среди океана. Тем временем Ванилла Айс, слуга Дио прибыл в его покои и Дио потребовал кровь Айса, и тот незамедлительно убил себя, чтоб его кровь налилась в чашу. Дио оценил поступок Ваниллы о воскресил с помощью своей крови. Польнарефф. Авдол и Игги отправились внутрь особняка, где Авдола со спины атакует стенд Miasma и моментально убивает, перемещая в пространство пустоты. | |                       |
| 43 (69) | The Miasma of the Void, Vanilla Ice, Part 2 «Акуː н Сёːки Ванира Аису Соно 2» (亜空の瘴気 ヴァニラ・アイス その２)                                       | 15 мая 2015 года      |
| Ванилла Айс преследует Польнареффа и Игги, спрятавшись в своём стенде в форме сферы, поглощающей всё на своём пути. Героям приходится лишь убегать. Они попадают в зал, где сфера отрывает у Польнареффа палец и мышцу от ноги, обездвижив его. Игги с помощью своего стенда принимает облик Дио, чтобы обмануть Ваниллу и напасть со спины, план удаётся, но Ванилла понимает, что это песочная подделка и в ярости избивает Игги до полусмерти и затем снова прячется в сфере. Польнарефф понимает, что сможет увидеть невидимую сферу, раскидав по воздуху пыль из песка, и нападает с помощью Чариота в тот момент, когда Ванилла показал лицо из спрятанной сферы, попав клинком прямо в глотку, однако Ванилла не умирает и снова прячется в сфере, решив нарезать круги на полу, чтобы рано или поздно ему на пути встретился Польнарефф. | |                       |
| 44 (70) | The Miasma of the Void, Vanilla Ice, Part 3 «Акуː н Сёːки Ванира Аису Соно 3» (亜空の瘴気 ヴァニラ・アイス その３)                                       | 22 мая 2015 года      |
| Польнареффа спасает Игги, с помощью стенда поднявший Польнареффа до потолка. Игги тут же умирает и Польнарефф снова пронизывает клинком лоб Ваниллы Айса, который тут же вышел из маскировки, но Айс снова не умер. Польнарефф осознал, что Айс обратился в вампира и его может убить только свет. Так действительно происходит из-за того, что Айс пытается снова напасть на Польнареффа, попав под солнечный свет. Тем временем мать Холли приезжает в Японию, чтобы проведать больную дочь. Дзётаро, Джозеф и Какёин на пути к покоям Дио встречают плачущую женщину, но сразу раскрывают, что это маскировка одного из слуг Дио и заставляют его провести к его покоям. | |                       |
| 45 (71) | Dio's World, Part 1 «Дио но Сэкаи Соно 1» (DIOの世界 その１)                                                                                             | 29 мая 2015 года      |
| Польнарефф добрался первым до покоев Дио, и заявил, что намеревается победить его. Однако Дио попытался снова склонить Польнареффа на свою сторону, но тщетно. Тем временем остальные герои прибыли к Польнареффу, но Дио пропал. Они добрались до гроба, где Дио спит, но почувствовали ужасающую энергию, которая заставила героев ощутить панику и сбежать. Они решили дождаться рассвета и снова, однако знали, что Дио начнёт преследовать их и договорились, что Дзётаро с Польнареффом незаметно будут преследовать Дио. | |                       |
| 46 (72) | Dio's World, Part 2 «Дио но Сэкаи Соно 2» (DIOの世界 その２)                                                                                             | 5 июня 2015 года      |
| Какёин решает устроить засаду для Дио, заключив его в паутины своего стенда, однако паутины внезапно оказываются порванными и сам Какёин замечает, что смертельно ранен и откинут к водопроводной башне. Какёин понимает, что стенд Дио — The World способен останавливать время и пытается передать своё сообщение Джозефу, выстрелив стендом в часы. Джозеф понимает сообщение и пытается сбежать от Дио, однако тот нагоняет его в оживлённом квартале и смертельно ранит в горло. Это видит Дзётаро и решает сразится с Дио с помощью стенда, заметив, чего его стенд похожего типа. | |                       |
| 47 (73) | Dio's World, Part 3 «Дио но Сэкаи Соно 3» (DIOの世界 その３)                                                                                             | 12 июня 2015 года     |
| Дзётаро и Дио сражаются. Дио, применив остановку времени замечает, что Дзётаро всё же может двигать пальцами и со следующей остановкой времени Дзётаро даже умудряется своим стендом ударить Дио. Впоследствии Дзётаро находит в себе способность двигаться миг в остановленном времени, однако Дио направляет сотню ножей против Дзётаро, часть из которых герой не успевает отбить и ножи вонзаются в Дзётаро. Его спасает книга, спрятанная в одежде, но Дзётаро всё таки решил прикинуться мёртвым, чтобы потом застать Дио врасплох. Дио чуть ле не ведётся на уловку, но на него внезапно нападает Польнарефф и даже пронзает голову, однако вампиру это оказывается не к чему и он переламывает кости Польнареффу. Дио хочет отрезать голову Дзётаро, но тот атакует с помощью Star Plantinum и сильно ранит Дио. Тот пытается сбежать, но его преследует Дзётаро. Дио к своему везению попадает к умирающему Джозефу и высасывает его кровь, вернув себе все силы. | |                       |
| 48 (74) | Long Travels, Goodbye My Friend «Харуканару Табидзи, Сараба Томо ё» (遥かなる旅路 さらば友よ)                                                            | 19 июня 2015 года     |
| Дио, снова использовав остановку времени с новой силой нападает на Дзётаро, ломая ему кости и при следующей атаке собирается окончательно добить его с помощью парового катка, однако сам не замечает, как Дзётаро уже своим стендом останавливает время и незаметно выбирается до того, как каток бы раздавил его и сам наносит сокрушительный удар Дио, сломав его стенд на пополам. Дио оказывается поверженным, его тело забирает фонд Спидуагон. Дзётаро настаивает на том, чтобы кровь из тела Дио перелили в тело Джозефа, что врачи и делают. Джозеф возвращается к жизни и не становится вампиром. А тело Дио сжигают под солнечными лучами. Польнарефф расстаётся с героями, а Джозеф с Дзётаро возвращаются в Японию, чтобы проведать Холли, сумевшую поправится. | |                       |

## 4 часть: Diamond Is Unbreakable (4 сезон)
| 1 (75) | Jotaro Kujo! Meets Josuke Higashikata «Кудзё Дзётаро! Хигасиката Дзёсукэ ни Ау» (空条承太郎！ 東方仗助に会う)                                                                 | 1 апреля 2016 года    |
| 1999 год. Дзётаро Кудзё узнаёт, что когда-то давно его дед Джозеф Джостар закрутил роман с японкой по имени Томоко, и от их союза появился внебрачный сын — Дзёсукэ Хигашиката, ныне подросток, проживающий в провинциальном японском городке Морио. Дзётаро отправляется туда, чтобы предупредить дядю о смертельной опасности со стороны серийного убийцы по кличке Анджело и владельца Стенда, точившего зуб на семью Дзётаро. | |                       |
| 2 (76) | Josuke Higashikata! Meets Angelo «Хигасиката Дзёсукэ! Андзэро ни Ау» (東方仗助！ アンジェロに会う)                                                                            | 8 апреля 2016 года    |
| Анджело проникает в дом Дзёсукэ и убивает Рёхэя, деда Дзёсукэ. Вскоре домой возвращается Дзёсукэ, и ему приходится противостоять Aqua Necklace — Стенду Анджело, который может управлять водой. Анджело превращает дом в большую ловушку, но Дзёсукэ удаётся победить Анджело и замуровать его в камне. | |                       |
| 3 (77) | The Nijimura Brothers, Part 1 «Нидзимура Кёдай, Соно 1» (虹村兄弟 その１) | 15 апреля 2016 года   |
| От поверженного Анджело Дзёсукэ узнаёт, что первый получил силу Стенда от таинственного незнакомца с помощью волшебных артефактов — лука и стрелы, а также, что в этом как то замешан Дио. Дзёсукэ решает найти владельца артефактов. На следующий день он с его другом Коити решает исследовать заброшенный дом, где становятся целью Нидзимуры Окуясу и Кейтё, двух братьев-подростков и владельцев Стендов. | |                       |
| 4 (78) | The Nijimura Brothers, Part 2 «Нидзимура Кёдай, Соно 2» (虹村兄弟 その２) | 22 апреля 2016 года   |
| Кэйтё с помощью Стенда Bad Company направляет на Дзёсукэ и Коити миниатюрную армию. Загнанный в угол Коити пробуждает в себе Стенд, который кажется совершенно бесполезным. В конце концов Дзёсукэ одерживает победу над Кэйтё. | |                       |
| 5 (79) | The Nijimura Brothers, Part 3 «Нидзимура Кёдай, Соно 3» (虹村兄弟 その3) | 29 апреля 2016 года   |
| В поисках лука и стрелы Дзёсукэ отправляется на чердак здания и находит там Окуясу и отца Кэйтё, который превратился в монстра из-за вживлённой в его тело ткани Дио. Кэйтё объясняет, что уже давно пытается убить обезумевшего от горя отца, для чего использовал лук и стелы, чтобы создать новых владельцев Стендов. Дзёсукэ предлагает помощь Кэйтё, но того внезапно убивает электрический Стенд Red Hot Chili Pepper и крадёт лук со стрелами. Окуясу, брат Кэйтё, клянётся отомстить владельцу стенда и решает стать союзником Дзёсукэ. | |                       |
| 6 (80) | Koichi Hirose (Echoes) / Koichi Hirose (Reverb) «Хиросэ Коити (Экодзу)» (広瀬康一 (エコーズ))                                                                                 | 6 мая 2016 года       |
| Коити становится жертвой подставы со стороны Тамами Кобаяси, который заставляет Коити подумать, что тот насмерть сбил его кошку. Однако кошка оказывается подделкой, а Стенд Кобаяси, The Lock, питается чувством вины. Сразу после инцидента Кобаяси пытается дальше шантажировать Коити, сказав его матери, что Коити украл у него деньги, заставляя её страдать от чувства стыда и подталкивая к самоубийству. Коити в отчаянии пробуждает свой Стенд Echoes, и применяет силу звука, сражая Кобаяси и делая его своим подчинённым. | |                       |
| 7 (81) | Toshikazu Hazamada (Surface) / Toshikazu Hazamada (Show Off) «Хадзамэда Тосикадзу (Саːфису)» (間田敏和 (サーフィス))                                                          | 13 мая 2016 года      |
| Дзёсукэ узнаёт о новом владельце Стенда — Тосикадзу Хадзамаде, который после спора со знакомым с помощью Стенда, вероятно, проколол ему глаз. Дзёсукэ решает взломать школьный шкафчик Хадзамады и сталкивается с его Стендом Surface, превращающим цель в марионетку и одновременно принимающим облик жертвы, так Стенд превращается в клона Дзёсукэ и одновременно овладевает телом самого Дзёсукэ и смертельно ранит Коити и затем сбегает, после чего просит ничего не подозревающего Дзётаро приехать в Морио на встречу, чтобы с ним тоже расправится. Сам Дзётаро тоже спешит к месту встречи. Хадзамада и его кукла избивают байкеров, тем временем Дзёсукэ первым успевает добраться до Дзётаро. После сразу же прибывает и Хадзамада, попытавшись с помощью стенда убить Дзётаро, но его планам мешают побитые байкеры, которые решают в ответ побить Хадзамаду до полусмерти. | |                       |
| 8 (82) | Yukako Yamagishi Falls in Love, Part 1 «Ямагиси Юкако ва Кои о Суру, Соно 1» (山岸由花子は恋をする その1)                                                                     | 20 мая 2016 года      |
| Юкако Ямагиси влюбляется в Коити и предлагает ему встречаться. Испугавшись слишком быстрого развития отношений, Коити колеблется, что приводит в ярость Юкако. Девушка начинает преследовать парня, стремится навязчиво ухаживать за ним и одновременно угрожать. Коити боится Юкако и главные герои решают «испортить репутацию» Коити, как хулигана, грубияна и двоечника, чтобы Юкако потеряла интерес к нему. Однако план возымел обратный эффект - Юкако решает перевоспитать Коити и крадёт его в пустое поместье у утёса. | |                       |
| 9 (83) | Yukako Yamagishi Falls in Love, Part 2 «Ямагиси Юкако ва Кои о Суру, Соно 2» (山岸由花子は恋をする その2)                                                                     | 27 мая 2016 года      |
| Юкако Ямагиси держит Коити взаперти дома и издевается над ним. Коити с помощью своего Стенда пытается позвонить Дзёсукэ, чтобы сообщить своё местоположение. Это вводит Юкако в ярость, но Коити решает дать девушке отпор. Он баррикадируется в здании, а Юкако с помощью волос стремится захватить парня. Его Стенд перерождается в Echoes ACT2 и теперь имеет способность воплощать слова в реальность, что даёт Коити преимущество в бою. Он состригает волосы, признаётся, что ненавидит Юкако и поражает её через волосы. Юкако отбрасывает к краю утёса и её волосы седеют, девушка в ярости намерена убить Коити, но падает с утёса, Стенд Коити спасает девушку и та влюбляется в парня ещё сильнее, хотя признаёт своё поражение и решает больше не преследовать его. | |                       |
| 10 (84) | Let's Go Eat Some Italian Food «Итариа Рёри о Табэ ни Икоː» (イタリア料理を食べに行こう)                                                                                      | 3 июня 2016 года      |
| Дзёсукэ и Окуясу посещают итальянский ресторан Trattoria Trussardi, его шеф повар Тонио родом из Италии делает блюда с использованием стенда, излечивая больные части тела, избавляясь от них или выводя токсины из организма. Окуясу с удовольствием пробует все блюда, но Дзёсукэ подозревает повара в злых намерениях, однако догадки остались без обоснованными. | |                       |
| 11 (85) | Red Hot Chili Pepper, Part 1 / Chili Pepper, Part 1 «Рэддо Хотто Тири Пэппаː, Соно 1» (レッド・ホット・チリ・ペッパー その1)                                                  | 10 июня 2016 года     |
| На Дзёсукэ дома нападает Red Hot Chili Pepper, но затем сбегает. Дзёсукэ, Дзётаро, Окуясу и Коити решают вместе встретиться за городом, где нет источников электричества, Дзётаро объясняет, что в город прибывает Джозеф, чей стенд сможет найти владельца Red Hot Chili Pepper 'a. Однако электрический стенд спрятался в аккумуляторе мотоцикла Окуясу и попытался сбежать, но Окуясу сломал мотоцикл. Однако с помощью стенда он нечаянно повредил подземные провода, через которых Red Hot Chili Pepper сбежал и «утянул с собой» Окуясу, оставив отрубленную руку. Но Дзёсукэ с помощью стенда через руку возвращает Окуясу. Герои отправляются в порт. | |                       |
| 12 (86) | Red Hot Chili Pepper, Part 2 / Chili Pepper, Part 2 «Рэддо Хотто Тири Пэппаː, Соно 2» (レッド・ホット・チリ・ペッパー その2)                                                  | 17 июня 2016 года     |
| Главные герои отправляются в порт, чтобы не допустить проникновение Red Hot Chili Pepper на корабль с Джозефом. Герои разделяются: Дзётаро и Окуясу отправляются к кораблю Джозефа, а Дзёсукэ с Коити остаются на берегу, где на них нападает Акира Отоси, владелец Red Hot Chili Pepper. Дзёсукэ хоть и с трудом, но удаётся одержать победу над Акирой и почти уничтожить его стенд. Но поверженный Отоси сбегает, и под видом работника проникает в корабль с Джозефом, куда уже добрались Дзётаро и Окуясу. Однако Окуясу обнаруживает Акиру и добивает его стенд. В конце Джозеф благополучно прибывает на берег и впервые встречается с Дзёсукэ. | |                       |
| 13 (87) | We Picked Up Something Crazy! «Ябаимоно о Хироттассу!» (やばいものを拾ったっス！)                                                                                             | 24 июня 2016 года     |
| Джозеф и Дзёсукэ находят на улице 6-месячную девочку-владельца стенда, которая неосознанно стала невидимой и при стрессе делает невидимым всё вокруг себя. Герои не могут оставить младенца одного и пытаются ухаживать за ней несмотря на последствия стенда. | |                       |
| 14 (88) | Let's Go to the Manga Artist's House, Part 1 «Мангака но Ути э Асоби ни Икоː, Соно 1» (漫画家のうちへ遊びに行こう その1)                                                      | 1 июля 2016 года      |
| Коити узнаёт от Тосикадзы, что в Морио живёт известный на всю Японию мангака — Рохан Кишибэ. Они находят его дом и Рохан принимает их. В попытке прочитать ещё неопубликованные главы, Коити и Тосикадза попадают под влияние стенда Heaven's Door и превращаются в живые книги-автобиографии. Рохан интересуется историей Коити и узнаёт о других владельцах стендов. После чего он стирает память Коити о его друзьях и стендах, сделав его своей марионеткой, чтобы тот послужил вдохновением для новых глав манги Рохана. | |                       |
| 15 (89) | Let's Go to the Manga Artist's House, Part 2 «Мангака но Ути э Асоби ни Икоː, Соно 2» (漫画家のうちへ遊びに行こう その2)                                                      | 8 июля 2016 года      |
| Дзёсукэ и Окуясу замечают странное поведение Коити и прослеживают его до дома Рохана. Окуясу нападает на Рохана, но тоже попадает под влияние его стенда. Дзёсукэ понимает, что он не должен смотреть на мангу Рохана, чтобы тоже не попасть под влияние, и атакует Рохана вслепую. Однако Рохан разными способами пытается открыть глаза Дзёсукэ, для чего оскорбляет его причёску, однако Рохан недооценил ярость Дзёсукэ и был избит им до полусмерти. Остальные герои освобождаются от влияния Heaven's Door. | |                       |
| 16 (90) | Let's Go Hunting! «Хантингу ни Икоːǃ» (狩り(ハンティング)｣に行こう！) | 15 июля 2016 года     |
| Дзётаро узнаёт о том, что Акира Отоиси в попытке сбежать из тюрьмы поразил стрелой несколько крыс, которые в результате стали владельцами стендов. Дзётаро с Дзёсукэ отправляются по горячим следам, чтобы быстрее расправится с крысами, пока те не навредили новым жертвам. | |                       |
| 17 (91) | Rohan Kishibe's Adventure «Кисибэ Рохан но Боːкэн» (岸辺露伴の冒険) | 22 июля 2016 года     |
| Коити встречает Рохана на улице, и второй предлагает зайти на переулок, не обозначенный на карте города. Сами того не подозревая, Рохан и Коити попадают на границу миров живых и мёртвых и там встречают девушку-призрака по имени Рэми Сугимото. Она объясняет, что не может отправиться в мир иной, пока не будет уничтожен убивший её человек. Он же является серийным убийцей, чьими жертвами становятся девушки, проживающие в Морио. | |                       |
| 18 (92) | Shigechi's Harvest, Part 1 «Сигэтиː но Хаːвэсуто, Соно 1» (｢重ちー｣の収穫(ハーヴェスト) その1)                                                                                | 29 июля 2016 года     |
| Дзёсукэ обнаруживает стенд, собирающий потерянную мелочь по городу и вместе с Окуясу находит его владельца — Сигэкиё Янгу или просто Сигэти. Глуповатый владелец стенда Harvest в обмен на дружбу соглашается делиться частью собранных денег с Дзёсукэ и Окуясу, Дзэскэ предлагает Сигэти собирать купоны, от которых прибыль выше, чем собирание монет. Однако вместо обещанной доли в 50%, Сигэти отдаёт несколько банкнот. Недовольные Дзэскэ и Окуясу решают не ввязываться в спор, осознавая своё уязвимое положение. Однако вскоре Окясу решает проверить использованные карточки лотереи и случайно находит выигрышную карточку, дающую приз в 5 миллионов иен. Главные герои радуются, но Сигэти недоволен; ведь лотерейную карточку подобрал его стенд. | |                       |
| 19 (93) | Shigechi's Harvest, Part 2 «Сигэтиː но Хаːвэсуто, Соно 2» (｢重ちー｣の収穫(ハーヴェスト) その2)                                                                                | 5 августа 2016 года   |
| Дзёсукэ, Окуясу и Сигэти получают в банке чек на 5 миллионов йен. Но Сигэти решает, что раз купон без помощи его стенда не был бы найден, то Окуясу не нашёл бы и выигрышный купон. Так Сигэти считает выигрыш своим по праву и сбегает с билетом. Главным героем приходится сразится со стендом Сигэти и одерживают победу и вразумляют его. В результате приз поделён честно на три доли. | |                       |
| 20 (94) | Yukako Yamagishi Dreams of Cinderella «Ямагиси Юкако ва Синдэрэра ни Акогарэру» (山岸由花子はシンデレラに憧れる)                                                              | 12 августа 2016 года  |
| Юкако по прежнему влюблена в Коити и отправляется к косметологу по имени Айя Цудзи, которая оказывается владельцем стенда по имени Cinderella с помощью которого временно может менять внешность человеку, делая его привлекательным. Юкако решает воспользоваться услугой Айи, изменив себе форму лица и тела, но при условии, что каждые пол часа будет пользоваться помадой, данной Айей. Коити действительно влюбляется в Юкако, но по прежнему держит дистанцию и в один момент Юкако нечаянно целует Коити. Однако Юкако забывает один раз воспользоваться помадой и мгновенно теряет всю свою красоту. Разъярённая девушка нападает на Айю и та, решив, что Юкако недостойна быть избранной любовью решает отнять лицо у Юкако, но даёт ей последний шанс, если среди предоставленных стендом Cinderella сотен лиц, Юкако найдёт свои собственное, в противном случае Юкако до конца своей жизни останется страшной. В это время в здание косметологи прибывает и Коити. Юкако решает доверить ему выбор лица и Коити просит Айю, что если тот выберет неправильное лицо, то Айа должна проколоть ему глаза, чтобы тот никогда не смог увидеть свою ошибку и остался с Юкако. Айа видит искренность чувств Юкако и Коити и решает вернуть лицо Юкако и оставляет их в покое. | |                       |
| 21 (95) | Yoshikage Kira Just Wants to Live Quietly, Part 1 «Кира Ёсикагэ ва Сидзука ни Кураситай, Соно 1» (吉良吉影は静かに暮らしたい その1)                                           | 19 августа 2016 года  |
| Окуясу и Дзёсукэ просят у Сигэти деньги в долг, чтобы пообедать в закусочной. Тем временем Ёшикагэ Кира, серийный убийца пряча отрубленную руку жертвы, кладёт её в упаковку для фастфуда. По случайности еду с такой же упаковкой раннее купил Сигэти и когда еду крадёт собака в парке, он случайно забирает упаковку Киры и присоединяется к Дзэскэ и Окуясу. Кира начинает тайно преследовать главных героев, чтобы в удобный момент украсть упаковку. Дзёсукэ и Окуясу расходятся с Сигэти. В конце концов Кира крадёт обратно упаковку, но её обратно отбирает Сигэти и к своему ужасу находит в ней отрубленную руку. Кира намеревается убить Сигэки. | |                       |
| 22 (96) | Yoshikage Kira Just Wants to Live Quietly, Part 2 «Кира Ёсикагэ ва Сидзука ни Кураситай, Соно 2» (吉良吉影は静かに暮らしたい その2)                                           | 26 августа 2016 года  |
| Кира жестоко расправляется с Сигэти и уничтожает тело. Остатки его стенда перед исчезновением успевают принести Дзёсукэ пуговицу Киры. Главные герои в смятении и печали; Дзётаро решает провести собственное расследование и с Коити случайно находит швейную мастерскую, куда Кира сдал свой пиджак с оторванной пуговицей. Перед тем, как портной называет Дзётаро имя клиента, стенд Киры уничтожает его. | |                       |
| 23 (97) | Sheer Heart Attack, Part 1 / Heart Attack, Part 1 «Сиаː Хаːто Атакку, Соно 1» (シアーハートアタック その1)                                                                    | 2 сентября 2016 года  |
| Кира после убийства портного намеревается уничтожить и Коити с Дзётаро с помощью бомбы своего стенда — Sheer Heart Attack, а сам сбегает. Дзётаро и Коити оказываются в ловушке, так как вынуждены защищаться от непрекращающихся взрывов. Дзётаро замечает, что бомба целится не в людей, а самые тёплые объекты, бомба успевает смертельно ранить Дзётаро и затем преследует Коити, который пытается отвлечь бомбу включённой электроникой. Загнанный в угол, Коити пробуждает новую форму своего стенда Echoes ACT3, и делает бомбу тяжёлой и не подвижной. Кира, понимая, что что-то не в порядке, решает вернуться в ателье. | |                       |
| 24 (98) | Sheer Heart Attack, Part 2 / Heart Attack, Part 2 «Сиаː Хаːто Атакку, Соно 2» (シアーハートアタック その2)                                                                    | 9 сентября 2016 года  |
| Кира нападает на Коити и почти убивает его, но парня спасает Дзётаро, который использует последние силы, чтобы победить Киру. Вскоре прибывает Дзёсукэ с Окясу и излечивает героев, но Кире удаётся сбежать. Герои, следуя горячим следам прибегают к косметологии Айи Цудзи, где Айа оказывается убитой и становится ясно, что Кира воспользовался силой её стенда и скопировал внешность последнего клиента Айи, прежде чем тоже убить его и окончательно скрылся. Герои теряют след. | |                       |
| 25 (99) | Atom Heart Father / Heart Father «Атому Хаːто Фаːдзаː» (アトム・ハート・ファーザー)                                                                                           | 16 сентября 2016 года |
| Главные герои отправляются в поместье Киры, но там на них нападает дух покойного отца Киры — Ёсихиро с помощью своего стенда Atom Heart Father, который способен запирать жертву в измерении фотографии. Хотя дух терпит поражение, ему удаётся сбежать и захватить с собой лук и стрелу. Тем временем Кира с изменённой внешностью, скопированной из Косаку Кавадзири, убитого им клиента Айи начинает притворяться им и жить в его доме с его женой Синобу и сыном Хаято. Жена замечает подозрительное поведение «Косаку», но ей скорее это нравится. | |                       |
| 26 (100) | Janken Boy Is Coming! «Джянкэн Кодзоː га Яттэ Куру!» (ジャンケン小僧がやって来る！)                                                                                           | 23 сентября 2016      |
| Ёсихиро с помощью лука решает создать новых владельцев стендов и его выбор падает на мальчика по имени Кэн Оянаги. Он приобретает стенд, способный поглощать чужой стенд при условии, что его владелец при пяти попытках в игре "Камень-ножницы-бумага" проиграет Кэну три раза. Так Кэн решает преследовать Рохана Кишибэ и выигрывает с третей попытки. Рохану удаётся сохранить стенд и смухлевать с помощью силы Сидзуки Джостар. | |                       |
| 27 (101) | I'm an Alien «Боку ва Утюдзин» (ぼくは宇宙人) | 30 сентября 2016 года |
| Дзёсукэ и Окуясу видят таинственный круг посреди поля и в его центре таинственного гоминида по имени Микитака Хадзэкура, утверждающего, что он инопланетянин, родом из мегеланново облака, его родная планета была уничтожена и его раса ищет новый дом, присматривая в качестве варианта Землю. Окуясу, не доверяя Микитаке уходит, там временем инопланетянин не выносит звук сирен от машин и Дзёсукэ уводит его в другое место. В знак благодарности инопланетянин обещает исполнить любое желание Дзёсукэ, используя свою способность превращаться почти в любые вещи тот просит превратиться его в кость для игры. Дзёсукэ жульничеством хочет выиграть деньги у других и его выбор падает на Рохана. Игра началась. | |                       |
| 28 (102) | Highway Star, Part 1 / Highway Go Go, Part 1 «Хаивэи Сутаː Соно 1» (ハイウェイ・スター その1)                                                                                 | 7 октбября 2016 года  |
| Рохан подозревает что-то не ладное и понимает, что Дзёсукэ жульничает и предлагает сделку, что отдаст 2 миллиона йен, если найдёт, как Дзёсукэ обманывает его. Себе в помощь Рохан зовёт Тамами. Однако игры обрывается из-за пожара, возникшего в доме Рохана. На следующий день Дзёсукэ и Рохан случайно встречаются в автобусе и проезжают через тоннель, где Рохан видит таинственную комнату. Она возвращается к ней и попадает в ловушку к стенду Highway Star, на помощь прибывает Дзёсукэ, но Рохан своим стендом спасает его, выкидывая из тоннеля. | |                       |
| 29 (103) | Highway Star, Part 2 / Highway Go Go, Part 2 «Хаивэи Сутаː Соно 2» (ハイウェイ・スター その2)                                                                                 | 14 октября 2016 года  |
| Дзёсукэ должен найти владельца стенда, однако Highway Star преследует его и парень не может останавливаться. Через телефон он узнаёт от Коити, что владелец стенда — Юя Фунгами лежит в больнице и сам должен как можно быстрее добраться туда. Однако оказывается, что Юя осознанно преследовал Рохана и Дзёсукэ и угрожает расправится с ним. Но Дзёсукэ сам расправяется с Юей. | |                       |
| 30 (104) | Cats Love Yoshikage Kira «Нэко ва Кира Ёсикагэ га Суки» (猫は吉良吉影が好き)                                                                                                  | 21 октября 2016 года  |
| Кира, притворяясь Косаку Кавадзири, живёт с его женой Синобу и сыном Хаято. Синобу обнаруживает в подвале кошку и пытается её выгнуть, та смертельно ранится об стекло и умирает. Кира хоронит её в саду, однако она перерождает в кошкоподобное растение. Оно пытается убить всех, от кого чувствует потенциальную угрозу и нападает на Синобу и Киру. Но Кире удаётся усмирить растение и спрятать его на чердаке. Если Синобу только нравится странное поведение Киры, то Хаято подозревает о подмене и внимательно следит за «отцом». Он видит и кошкорастение на чердаке и разговоры Киры с собой, что он лишь притворяется Косаку и при необходимости убьёт Хаято. | |                       |
| 31 (105) | July 15th (Thurs), Part 1 «Сигацу Дзюго-нити (Моку), Соно 1» (7月15日(木) その1)                                                                                              | 28 октября 2016 года  |
| Дзёсукэ, Окуясу и Микитака обнаруживают, что на старой вышке живёт таинственный незнакомец по имени Тоёхиро Кадэнати, он заманивает в неё Дзёсукэ, не подозревающего, что вышка является самостоятельным стендом Super Fly, и удерживает одного человека внутри, таким образом Тоёхиро становится свободным. Однако ему не даёт сбежать Микитака, но сам оказывается запертым в вышке, освобождая Дзёсукэ. | |                       |
| 32 (106) | July 15th (Thurs), Part 2 «Сигацу Дзюго-нити (Моку), Соно 2» (7月15日(木) その2)                                                                                              | 4 ноября 2016 года    |
| Дзёсукэ решает сразится с Тоёхиро и побеждает, освобождая Михитаку. От Тоёхиро он узнаёт, что новые носители стендов организовали сговор и уже похитили Коити и мать Дзёсукэ. Тем временем к Рохану Кисибэ приходит оценщик по имени Масазо Киното, чтобы оценить урон от пожара в здании. Хотя Хаято не владелец стенда, он ведёт себя странно и боится показать свою спину. Тем временем Дзёсукэ просит помощи у Юя Фунгами в обмен на полное излечение. Юя приводит Дзёсукэ к Тэруносукэ Миямото, владельцу стенда; Дзёсукэ бросается в его сторону, но Миямото заменяет себя обессиленной Томоко. Дзёсукэ охватил страх, что на руку стенду Миямото — Enigma. | |                       |
| 33 (107) | July 15th (Thurs), Part 3 «Сигацу Дзюго-нити (Моку), Соно 3» (7月15日(木) その3)                                                                                              | 11 ноября 2016 года   |
| Миямото, воспользовавшись страхом Дзэскэ, заточил с помощью стенда его в клочке бумаги. В бой решает вступить Юя, преследуя своим стендом убегающего Миямото. Хотя Моямото удаётся тоже заточить Юю, он успевает открыть лист с Дзёсукэ и Коити, освободив их и Дзёске расправляется с Миямото. Тем временем Рохан пытается увидеть спину Киното и заманивает его в ловушку. Из спины Киното выходит стенд Cheap Trick, который мгновенно убивает его и переселяется в спину Рохана, став его собственным стендом. Таким образом Рохан не может навредить Cheap Trick и сам может погибнуть, если покажет кому то свою спину. | |                       |
| 34 (108) | July 15th (Thurs), Part 4 «Сигацу Дзюго-нити (Моку), Соно 4» (7月15日(木) その4)                                                                                              | 18 ноября 2016 года   |
| Рохан пытается найти помощь, выйдя на улицу, где ему всячески приходится прятать спину. Для помощи он отправился на границу потустороннего мира, где обитает дух Рэми Сугимото. Когда Рохан хочет вернуться обратно в наш мир, стенд Cheap Trick неосмысленно нарушает правило — не оборачиваться при выходе из потустороннего мира, и его затягивает в мир мёртвых. Так Рохан избавляется от стенда. Тем временем Кира примечает себе новую жертву и добравшись до её квартиры, убивает девушку, оставляя себе её руку. Однако Киру тайно снимал Хаято из-за входной двери и сбежал, но Кира это понял и решил убить мальчика дома. Однако Хаято предупредил, что снимал его долгое время и оставил улики повсюду, которые рано или поздно кто-то найдёт, так Кира оказывается в затруднительном положении. | |                       |
| 35 (109) | Another One Bites the Dust, Part 1 / Bites the Dust, Part 1 «Анадзаван Баитса Дасуто, Соно 1» (アナザーワン バイツァ・ダスト その1)                                           | 25 ноября 2016 года   |
| Кира в припадке ярости убивает Хаято, но получает новую способность — откатывать время, в том числе и смерть Хаято, на которого Кира "заклятие", которое убьёт любого в попытке спросить у Хаято правду о Кире. Так Хаято встречает Рохана Кишибэ, но избегает, однако Рохан, воспользовавшись своим стендом узнаёт правду о Кире и тут же оказывается убитым стендом Killer Queen, сам Хаято возвращается обратно в то же утро. Кира объясняет ему, что каждый раз, когда кто-то попытается узнать правду, помимо его смерти от стенда Killer Queen Bites the Dust (способность, полученая от повторного протыкания Киры стрелой), Хаято каждый раз будет возвращаться во времени в то же утро, не забывая о полученном опыте, а также Хаято не сможет быть кем то убитым или покончить с собой, так как его защитит Killer Queen. Таким образом Хаято никак и никакими способами не сможет никому рассказать о Кире. | |                       |
| 36 (110) | Another One Bites the Dust, Part 2 / Bites the Dust, Part 2 «Анадзаван Баитса Дасуто, Соно 2» (アナザーワン バイツァ・ダスト その2)                                           | 2 декабря 2016 года   |
| Хаято снова попадает в утро и видит, как события повторяются, однако Рохан всё равно умирает в тот же момент без контакта с Хаято. Кира объясняет это неизбежностью судьбы и что это будет происходить снова и с каждым, кто узнает правду от Хаято, делая мальчика ходящей бомбой. Однако к Хаято подходят Дзёсукэ, Дзётаро, Коити и Окуясу, и узнают в нём того самого мальчика, который следил за Косаку Кавадзири; Хаято в отчаянии пытается покончить самоубийством, но его останавливает стенд Killer Queen, который видят главные герои и все погибают. Хаято снова попадает в исходное время утром. Он решает до наступления момента смерти Рохана и затем остальных героев, успеть убить Киру, для чего хочет использовать Stray Cat (которастение), которое, попав под свет, сразу же начинает атаковать; Хаято прячет растение в сумку и на улице, открывает растение в сторону Киры; растение стреляет в Киру, но тот выживает и в ответ атакует Хаято, но Хаято защищает сам стенд Киры. | |                       |
| 37 (111) | Crazy D (Diamond) is Unbreakable, Part 1 / Shining D (Diamond) is Unbreakable, Part 1 «Курэдзиː Дайамондо ва Кудакэнаи, Соно 1» (クレイジー・D(ダイヤモンド)は砕けない その1) | 9 декабря 2016 года   |
| Кира не заметил, что ещё дома Хаято через телефон позвал на место Дзёсукэ, который вместе с Окуясу в результате сам услышал, что Косаку Кавадзири и есть Кира; так как он услышал это не от Хаято, не был убит стендом Killer Queen Bites the Dust. Дзёсукэ и Окуясу нападают на Киру и тот для защиты вынужден был освободить Хаято от проклятья своего стенда, а значит Рохан и остальные не погибнут. Однако Кира смертельно ранит Окуясу и сильно ранит Дзёсукэ; они вынуждены бежать. | |                       |
| 38 (112) | Crazy D (Diamond) is Unbreakable, Part 2 / Shining D (Diamond) is Unbreakable, Part 2 «Курэдзиː Дайамондо ва Кудакэнаи, Соно 2» (クレイジー・D(ダイヤモンド)は砕けない その2) | 16 декабря 2016 года  |
| Окуясу, несмотря на то, что его излечил Дзёсукэ, выглядит мёртвым. Дзёсукэ и Хаято прячутся в доме, но Кира атакует их с помощью воздушных бомб Stray Cat. Летучая бомба преследует Дзёсукэ, хотя не понятно, как бомба это делает, так как Кира не видит ничего, что происходит внутри дома, сама бомба не реагирует на тепло, свет или звук. Так после двух подрывов Дзёсукэ оказывается тяжело раненым. Дзёсукэ обнаруживает, что в кармане Хаято прячется фотография Ёсихиры, отца Киры и телефон, который и давал указания Кире, куда направить бомбу. Дзёсукэ берёт телефон и, имитируя голос Ёсихиро, обманывает Киру, заставив подорвать фотографию отца. Сам Дзёсукэ, используя осколки стекла со своей кровью тяжело ранит Киру. Дзёсукэ и Кира сталкиваются в последнем ближнем бою, но Crazy Diamond имеет явные преимущества над Killer Queen в кулачном бою, также Окуясу оказывается жив и отбирает у Киры Stray Cat. К героям поспевают Дзётаро, Коити и Рохан, также приезжает полицейская и скорая бригада. Кира окружён. | |                       |
| 39 (113) | Goodbye, Morioh - The Heart of Gold «Саёнара Мориоː-тё - Оːгон но Сэйсин» (さよなら杜王町ー黄金の心)                                                                          | 23 декабря 2016 года  |
| К раненному Кире подходит медсестра и Кира делает её своим заложником и решает применить способность Killer Queen Bites the Dust, которая после применения возвращает человека на час назад. Однако Киру останавливает Дзётаро, остановивший время и нанёсший последний удар Кире, отбросив его под проезжавшую машину скорой помощи, которая переездает Киру, и он умирает, попадая на границу мира мёртвых, где встречает Рэми Сугимото, хотя сразу этого не осознаёт. Рэми заставляет его повернуться и Киру затягивает в мир мёртвых. Рэми теперь свободна и перед уходом в мир иной прощается с главными героями. Мать Хаято пока не осознала, что её «муж» мёртв. Дзётаро, Джозеф и Сидзука покидают Морио. | |                       |

### Так сказал Кисибэ Рохан (OVA)
| 1 | Episode 5: Millionaire Village «Эписо:до 5: Фугё-мура» (エピソード5: 富豪村) | 20 сентября 2017 года |
| Рохан Кисибэ сопровождает Киоку Идзуми, редактора журнала манги, чтобы купить особняк в деревне, далёкой от цивилизации. Вскоре они обнаруживают, что в деревне есть группа миллионеров, которые все таинственным образом стали богатыми в возрасте 25 лет. Рохан и Идзуми входят в один из домов, только чтобы понять, что они оказались в ловушке таинственной силы, которая не позволит им достигнуть цели, если они не будут следовать определённым правилам, чтобы не пострадать от последствий. |                                                                              |                       |
| 2 | Episode 2: Mutsu-kabe Hill «Эписо:до 2: Муцукабэдзака» (エピソード2: 六壁坂) | 19 июля 2018 года     |
| Рохан Кисибэ разорился после того, как купил горы, на которых хотели строить автомагистраль и после этого, цена на землю упала. Он рассказывает молодому мангаке Кагамору Минори легенду о том, как студентка по имени Наоко из богатого клана должна была выйти замуж по договорённости, но та в тайне встречалась со своим любовником Гумпэем. Однажды когда в усадьбу внезапно приехали родители и законный жених, в доме были Наоко и Гумпэй и в панике, что их раскроют, девушка нечаянно убила любовника и спрятала его тело в чердаке, с тех пор из тела каждый день выходило очень много крови, а тело Гумпэя не разлагалось, продолжая лежать в чердаке. Сама же Наоко вышла замуж и родила двух детей, продолжая тайно избавляться от крови возлюбленного. Позже Рохан сам решил отправиться к поместью, чтобы лично увидеть одержимый труп |                                                                              |                       |

## 5 часть: Golden Wind (5 сезон)
| 1 (114) | Gold Experience / Golden Wind «Го:руду Экусупэриэнсу» (黄金体験)                                                                                      | 5 октября 2018 года  |
| 2001 год, Италия, Неаполь. Действие происходит через 2 года после событий Diamond is Unbreakable. Коичи Хиросэ должен найти в Неаполе некоего парня по имени Харуно Шиобана, который предположительно является сыном Дио Брандо. Коичи сталкиваться Джорно Джованной, который с помощью стенда Gold Experience ворует чемодан Коичи и сбегает. Вскоре Джорно сталкивается с гангстером Слезливым Лукой из банды Passione, который угрожает убить Джорно, если он не покинет Аэропорт, «его территорию». Джованна в рамках самообороны убивает Луку своим стендом. Коичи тем временем находит Джорно, но тот снова сбегает. Коичи понимает, что Джорно и есть Харуно Шиобана, которого он ищет. Джорно садится в трамвай и на него там нападает Бруно Буччарати, другой член мафии Passione, получивший приказ от своего босса расправиться с убийцей Луки.                                                                              | |                      |
| 2 (115) | Bucciarati is Coming «Бутярати га Куру» (ブチャラティが来る)                                                                                          | 12 октября 2018 года |
| Бруно нападает на Джорно, применяя стенд Sticky Fingers, однако он не подозревает, что Джорно тоже обладает стендом и сам становится жертвой удара Gold Experience. Бруно понимает, что не имеет преимуществ в данном бою и решает сбежать, однако Джорно боится, что остальные члены банды Passione будут вести на него охоту и намерен догнать и убить Бруно. Бруно пытается с помощью стенда спрятаться в случайном прохожем, но Джорно настигает его. Они снова вступают в схватку, но Бруно замешкался, заметив, что парень, в котором он "спрятался", является героиновым наркоманом. Это даёт преимущество Джорно и тот наносит последний удар по Бруно, но решает не убивать его, наоборот предлагая союз, решив, что Бруно вовсе не такой плохой человек, как с первого взгляда кажется. Джорно предлагает сформировать тайный союз, чтобы убить босса Passione и избавить Неаполь от продавцов наркотиков. Бруно соглашается. | |                      |
| 3 (116) | Meet the Gangster Behind the Wall «Хэй но Нака но Гиангу ни Аэ» (塀の中のギャングに会え)                                                              | 19 октября 2018 года |
| Джорно должен войти в состав банды Passione, но ему надо доказать свою верность одному из капореджиме мафии — Польпо, который находится в заключении, в местной тюрьме. Польпо поручает Джорно в течение 24 часов держать зажжённой зажигалку, иначе он провалит задание. Джорно пока справляется с задачей, но снова сталкивается с Коичи, который проник в жилище Джорно в поисках своих украденных вещей. Зажигалку однако случайно гасит местный уличный уборщик. Это активирует стенд Польпо Black Sabbath, который нападает на любого, кто увидел, как «потухла свеча» и убивает уборщика, пытаясь затем напасть на Джорно. | |                      |
| 4 (117) | Entering the Gang «Гяйнгу Нюймон Соно 5 Файбу пурасу 1 ван» (ギャング入門 その 5ファイブプラス1ワン)                                                  | 26 октября 2018 года |
| Джорно замечает, что Black Sabbath может атаковать только в тени и не выносит солнца. Стенд атакует и Коичи. Становится ясно, что стенд пронзает жертву особой стрелой, которая либо убивает жертву, либо наделяет её силой стенда. Джорно понимает истинный мотив испытания с зажигалкой. Джорно и Коичи спасаются на солнце, которое однако вскоре скроется за горизонтом. Им удаётся выманить стенд на свет и изгнать его. На следующий день, Джорно приносит (снова) зажжённую зажигалку Польпо и тот провозглашает его членом Passione, однако Джорно тайно, с помощью Gold Experience, превращает пистолет Польпо в банан и когда Польпо позже попытался съесть «банан», он стреляет себе в голову. Бруно решает познакомить Джорно со своей командой, которые тоже являются владельцами стендов. | |                      |
| 5 (118) | Find Polpo's Fortune! «Порупо но Исан о Нэраэ!» (ポルポの遺産を狙え！)                                                                                | 2 ноября 2018 года   |
| Члены команды Бруно осторожно относятся к новичку, проверяя его на вшивость. Леоне Аббаккьо даже подкладывает Джорно чашку чая со своей мочой. Новости о смерти Польпо распространяются, как пожар, а также извести о том, что он оставил на острове Капри состояние, чья ценность оценивается в 10 миллионов лир. О том, где именно спрятано состояние знает Бруно и хочет вместе с Джорно и своей командой отправиться как можно быстрее на остров. Они берут в аренду яхту и отправляются на остров. Всё кажется идёт гладко, однако на яхте перепрятался недоброжелатель, который прячется с помощью стенда и из засады нападает на главных героев. | |                      |
| 6 (119) | Moody Blues' Counterattack / Moody Jazz's Counterattack «Му:ди: Буру:су но Гякусу:» (ムーディー・ブルースの逆襲)                                      | 9 ноября 2018 года   |
| Стенд противника затянул Наранчу и Джорно. Бруно и Леоне пытаются выяснить, куда исчезли остальные члены команды. Леоне активирует свой стенд Moody Blues, способный воспроизводить прошлое человека. Так он узнаёт, что Наранча был «здут» вражеским стендом и затянут в трубу. Сам противник прячется в трубе внутри яхты, его присутствие никак не возможно заметить и противнику удаётся захватить Леоне. Бруно остаётся один и неприятель начинает шантажировать Бруно на то, чтобы он раскрыл местоположение сокровищ Польпо. Бруно решает потопить корабль, «выкурив» оттуда противника и ему это удаётся, это оказывается Зуккеро, другой член банды Passione. Леоне и остальные оказываются на свободе. | |                      |
| 7 (120) | Sex Pistols Appear, Part 1 / Six Bullets Appears, Part 1 «Сэккусу Писуторудзу То:дзё:, Соно 1» (セックス・ピストルズ登場 その1)                       | 16 ноября 2018 года  |
| Банда Буччарати пытает Зуккеро в попытке выжить из него информацию и прижигает глаз. Абакьо узнаёт, что Зуккеро действовал с партнёром по имени Сале, который на лодке сейчас отправляется на остров Капри. Джорно и Миста добираются первыми на остров, чтобы как можно быстрее найти партнёра Зуккеро. Когда герои замечают его, Миста при помощи стенда Sex Pistols ранит Сале в ногу, но тот убегает, прицепившись к грузовику, за ним устремляется Миста. | |                      |
| 8 (121) | Sex Pistols Appear, Part 2 / Six Bullets Appears, Part 2 «Сэккусу Писуторудзу То:дзё:, Соно 2» (セックス・ピストルズ登場 その2)                       | 23 ноября 2018 года  |
| Серия начинается с флешбеков Мисты, когда он был беззаботным молодым уголовником, но однажды оказавшись в окружении бандитов, все пули выпущенные в его сторону таинственным образом пролетели мимо Мисты. Возвращаясь к основной фабуле — Миста и Сале сталкиваются в сражении на крыше грузовика. Миста мог бы с лёгкостью убить Сале, но тот способен останавливать всё, к чему прикоснётся его стенд Kraftwerk в том числе и пули. Однако Мисте удаётся обмануть Сале и засадить ему в лоб пулю. | |                      |
| 9 (122) | First Mission From the Boss «Босу Кара но Даи-ити Сирэй» (ボスからの第一指令)                                                                         | 30 ноября 2018 года  |
| Буччарати находит золото и его команда встречаются с Капо Passione, который замаскировался под уборщика. Он повышает Буччарати до ранга Капореджиме, который должен контролировать сферу действия Польпо и даёт важное задание защищать дочь босса мафии — Триш Уну, которую хотят заполучить в заложники желающие свергнуть босса. Буччарати видит в этом возможность сблизится с боссом и узнать его личность. Вернувшись в Неаполь, Формаджо, одному из предателей, удаётся найти Наранчу, который ходил за покупками. Он нападает на подростка, уменьшив его при помощи стенда Little Feet. | |                      |
| 10 (123) | The Hitman Team «Хиттоман Тиːму» (暗殺者チーム) | 7 декабря 2018 года  |
| Наранча уменьшается в размерах до нескольких дюймов и сталкивается в схватке с Формаджо. Наранча пытается убить врага с помощью своего стенда Aerosmith, имеющего облик небольшого самолёта, способного обстреливать противника словно пулемёт. Формаджо приходится прятаться в канализации, тем не менее противник понял, что ему надо вернуться в свой исходный размер, так как Aerosmith, уменьшенный с его хозяином не причинит особого вреда. | |                      |
| 11 (124) | Narancia's Aerosmith / Narancia's Li'l Bomber «Нарантя но Аэросумису» (ナランチャのエアロスミス)                                                      | 14 декабря 2018 года |
| Серия начинается с воспоминаний, где Наранча был ребёнком из зажиточной семьи, но из-за невозможности найти общий язык с отцом он сбежал из дома, ведя образ жизни бродяги и страдая хроническим воспалением глаза. Ему помог Буччарати, приняв также в ряды членов Passione. Возвращаясь с основной фабуле, Формаджо получает шанс убить Наранчу, скормив его пауку, однако Наранча устраивает взрыв машины около Формаджо, обстреляв его стендом Aerosmith. Это позволяет Наранче вернуться в свой прежний размер, Формаджо погибает в огне. Тем временем Буччарати получает указание отправиться в руины Помпеев и найти им там приготовленный ключ от автомобиля, на котором можно отвезти Триш Уну в безопасное место. | |                      |
| 12 (125) | Second Mission From The Boss «Босу Кара но Дайни Сирэй» (ボスからの第二指令)                                                                          | 21 декабря 2018 года |
| Джорно, Фуго и Аббаккьо прибывают в Помпеи в поисках ключа для автомобиля. Они сталкиваются с таинственным зеркалом, в которое внезапно затягивает Фуго. Виновником оказывается киллер Иллюзо, способный с помощью стенда Man in the Mirror затягивать определённые предметы в зеркальный мир. Сюжет показывает воспоминания Фуго, когда он в припадке ярости убил учителя, после чего от него отреклась семья. Тогда Фуго решил войти в мафию. Вернувшись к основному сюжету, Фуго в зеркальном мире пытается призвать свой стенд Purple Haze, но он появляется в основном измерении, действуя непредсказуемо и автономно. Он начинает испускать смертоносный вирус. Джорно намерен спасти Фуго. | |                      |
| 13 (126) | Man in the Mirror and Purple Haze / Mirror Man and Purple Smoke «Ман ин Дза Мира: то Па:пуру Хэйдзу» (マン・イン・ザ・ミラーとパープル・ヘイズ)       | 28 декабря 2018 года |
| Аббаккьо пытается достать ключ, но Иллюзо затягивает его в зеркальный мир тоже. Тем не менее Аббаккьо обманул врага, заставив втянуть вместо себя свой стенд Moody Blues. Однако Иллюзо контратакует, оставив в отражении часть тела Аббаккьо и часть его стенда, заставляя его со стендом находится одновременно в двух измерениях. Аббаккьо в отчаянии отрезает себе в зеркальном измерении кисть руки, чтобы отрезанная кисть Moody Blues в основном измерении могла доставить ключ Джорно. Тем не менее Иллюзо затаскивает в зеркальный мир и самого Джорно, однако не подозревая, что тот подцепил вирус стенда Purple Haze, сам получая заражение. Иллюзо отрывает заражённую руку и сбегает в основное измерение. Тем не менее на Иллюзо напал стенд Purple Haze и убил его своим вирусом. Джорно излечивает от вируса с помощью змеи, созданной за атакованного Purple Haze кирпича.                                            | |                      |
| 13.5 (126.5) | The Beginning of Golden Wind «Inizio del Vento Aureo»                                                                                                 | 4 января 2019 года   |
| Рекап произошедших событий в эпизодах 1–13. | |                      |
| 14 (127) | The Florence-Bound Express Train «Фирэнцэ Ики Тё:токкию:» (フィレンツェ行き超特急)                                                                    | 11 января 2019 года  |
| Герои, следуя инструкции босса, отправляются в железнодорожную станцию Неаполя, где должны найти безопасный способ «передвижения». Оказывается, что ключ надо вставить в черепаху, которая «переносит» героев в карманное измерение, а само животное прячется в поезде до Венеции под кабиной водителя. В поезд проникают два неприятеля — Прошутто и Пеши, заметившие героев ещё на станции, однако не способные понять, куда «пропали» все герои. Так Прошутто активирует способность своего стенда The Grateful Dead, которая заставляет мгновенно стареть людей, находящихся вокруг с целью нанести поражение одновременно всем людям в том числе и героям. Стареть начинают и герои в карманном измерении. Буччалати замечает, что люди, охлаждавшие свои тела (пившие холодные напитки) стареют медленнее. Миста, вооружившись оставшимся льдом и Sex Pistols намерен убить врага как можно быстрее.                              | |                      |
| 15 (128) | The Grateful Dead, Part 1 / Thankful Dead, Part 1 «Дза Гурэйтофуру Дэддо Соно 1» (偉大なる死 その1)                                                   | 18 января 2019 года  |
| Миста нападает на Пеши и чуть не убивает его, однако на него из засады нападает притворившийся стариком Прошутто и смертельно ранит, оставляя умирать. Пеши и Прошутто ищут остальных героев и находят черепаху, где они «спрятаны». Однако на них нападает Буччарати и вступает в сражение с Прошутто. Буччарати с помощью своего стенда собирается скинуть себя и Прошутто с поезда, таким образом пожертвовав собой и рассеяв силу стенда The Grateful Dead, которых заставляет всех стареть. | |                      |
| 16 (129) | The Grateful Dead, Part 2 / Thankful Dead, Part 2 «Дза Гурэйтофуру Дэддо Соно 2» (偉大なる死 その2)                                                   | 25 января 2019 года  |
| Буччарати удаётся скинуть Прошутто с поезда, однако тот смертельно раненный успевает спрятаться под поездом, таким образом сохраняя действие своего стенда, заставляющего всех стареть. Пеши вступает в сражение с Буччарати и пытается добраться с помощью своего стенда в виде лески и крючка Beach Boy до сердца Буччарати, однако тот с помощью Sticky Fingers разделяет своё тело на части. После того, как Пеши останавливает поезд, он вступает в последнюю схватку с Буччарати, но тот сворачивает шею противнику. Триш Уна затем требует от Буччарати признаться в том, почему она вынуждена скрываться, Буччарати обнаруживает, что она обладает стендом. Прошутто и Пеши погибли, однако сразу после того, как герои покинули поезд, их ещё свежие следы обнаруживает новый противник. | |                      |
| 17 (130) | Baby Face / Babyhead «Бэйби: Фэйсу» (ベイビィ・フェイス)                                                                                              | 1 февраля 2019 года  |
| Мелоне, очередной противник находит образец крови Буччарати и используя жертву, «выращивает» стенд Baby Face, который должен преследовать Буччарати. Главные герои ищут машину, чтобы добраться до Венеции. Baby Face находит главных героев и сталкивается в схватке с Джорно. | |                      |
| 18 (131) | Head to Venice! «Вэнэциа э Мукаэ!» (ヴェネツィアへ向かえ!)                                                                                            | 8 февраля 2019 года  |
| Джорно удаётся уничтожить Baby Face и из его остатков, Джорно с помощью Gold Experience делает ядовитую змею, которая находит и убивает Мелоне. Герои отправляются на машине в Венецию, однако на них нападает очередной неприятель Гьяччо нападает на их машину с помощью стенда White Album, замораживая вокруг себя всё до аномально низких температур, не позволяя остальным героям использовать силы своих стендов в полной мере. | |                      |
| 19 (132) | White Album / White Ice «Ховайто Арубаму» (ホワイト・アルバム)                                                                                        | 15 февраля 2019 года |
| Машина с героями попадает в воду, но они по прежнему не избавились от угрозы в виде Гьяччо. Миста и Джорно сражаются с недругом, и параллельно пытаются добраться до берега, где лёд Гьяччо не будет им угрожать в такой степени. Тем не менее смертельная схватка продолжается уже на берегу, Гьяччо смертельно ранит Мисту, но терпит окончательное поражение от Джорно. Герой исцеляет Мисту. | |                      |
| 20 (133) | The Final Mission From the Boss «Босу ёри но Сайсу: Сирэй» (ボスよりの最終指令)                                                                       | 22 февраля 2019 года |
| Команда Буччарати прибывает в Венецию и следует заключительной миссии таинственного босса. Буччарати должен доставить Триш Уну на остров Сан-Джорджо-Маджоре и лично вручить боссу, а остальным героям запрещено сходить на берег. Когда Буччарати поднимается на вершину башни на лифте, он внезапно обнаруживает, что Триш исчезла. Даллее следует флешбэк, где маленький Буччарати всегда стремился поддержать своего отца, и после того, как его смертельно ранили продавцы наркотиков, Буччарати жестоко расправился с бандитами и решил сам вступить в мафию для защиты отца, до того, как он умер. Возвращаясь к настоящему времени, Буччарати осознаёт, что Триш похитил босс мафии со злыми намерениями и выслеживает его до катакомб. Босс атакует Буччарати с помощью своего стенда King Crimson, способного «стирать» время.                                                                                                | |                      |
| 21 (134) | The Mystery of King Crimson / The Mystery of Emperor Crimson «Кингу Куримудзон но надзо» (キング・クリムゾンの謎)                                     | 1 марта 2019 года    |
| Джорно подозревает что-то неладное и сходит на берег вместе с Аббаккьо, они чувствуют на себе явление стенда King Crimson. Тем временем Буччарати сталкивается со стендом King Crimson и оказывается смертельно ранен, в отчаянии он пытается найти слабое место стенда. На помощь прибывает Джорно и остальная команда и лечит Буччарати. Босс, понимая, что вряд ли справится с шестью носителями стендов решает скрыться и сбежать. Джорно замечает странные явления у Буччарати, будто он не «жив». Герои встают перед выбором, остаться верными мафии, или же предать её и защищать Триш Уну. Все, кроме Фуго соглашаются. Босс во что бы то ни стало хочет достать всех героев живыми или мёртвыми. | |                      |
| 21.5 (134.5) | Determination «Determinazione» | 8 марта 2019 года    |
| Рекап произошедших событий c командой телохранителей и командой убийц в эпизодах 1–20. | |                      |
| 22 (135) | The 'G' in Guts «Гатцу но 'Дзи'» (ガッツの「G」) | 15 марта 2019 года   |
| Команда Буччарати остаётся на обед в ресторане, однако там Наранча становится целью внезапной атаки стенда Clash, который может прятаться в жидкости любой ёмкости, даже в капле. Однако остальные герои не замечают нападения. Язык Наранчи оказывается под контролем другого стенда — Talking Head, который заставляет жертву говорить противоположное. Так Наранча в безуспешной попытке предупредить об опасности только вводит остальных героев в замешательство. Носителями стендом являются Сквало (Clash) и Тициано (Talking Head), которые по приказу босса мафии намерены избавится от героев, укрываясь на крыше. Герои, введённые в заблуждение словами Наранча, отправляются в туалет, где много источников воды. Джорно становится жертвой атаки Clash. | |                      |
| 23 (136) | Clash and Talking Head / Crush and Talking Mouth «Курассу то То:кингу Хэддо» (クラッシュとトーキング・ヘッド)                                         | 22 марта 2019 года   |
| Джорно оказывается схваченный стендом Clash и находится в смертельной опасности. Наранча пытается спасти Джорно и ему удаётся ранить стенд Clash, а значит и Сквало. Джорно подсказывает, что Наранча должен для его спасения найти владельцев стендов. Наранчи удаётся отследить их, так как они нервничали и дышали беспорядочно, а стенд Наранчи отслеживает цель по выделению углекислого глаза. Наранча вступает в финальную схватку с противниками и одерживает победу. | |                      |
| 24 (137) | Notorious B.I.G / Notorious Chase «Ното:риасу Биггу» (ノトーリアス・B・I・G)                                                                          | 29 марта 2019 года   |
| Герои отправляются в Сардинию в надежде узнать о прошлом босса, а значит и о его личности, и угоняют самолёт в аэропорту. Однако перед взлётом к героям приблизился неизвестный обладатель стенда, которого Миста пристреливает насмерть. Герои улетают на самолёте, не подозревая, что самолёт стал целью атаки стенда Notorious B.I.G., не исчезнувшего после смерти его владельца. Стенд смертельно ранил Джорно, Мисту и Наранчу, но Буччарати удалось от него избавиться, однако на время как выяснилось. Триш Уна должна спасти героев. | |                      |
| 25 (138) | Spice Girl / Spicy Lady «Супайсу Гё:ру» (スパイス・ガール)                                                                                            | 5 апреля 2019 года   |
| Триш пробуждает свой стенд — Spice Girl, который обладает созданием и помогает девушке справится с Notorious B.I.G. с помощью способности делать материю пластичной. Главным героям удаётся победить стенд, и они терпят кораблекрушение тирренском море и добираются до Сардинии. Босс мафии чувствует что герои выжили, и что Триш пробудила стенд и решает лично отправиться в Сардинию. | |                      |
| 26 (139) | A Little Story From the Past ~My Name Is Doppio~ «Хон'носукоси мукаси но моногатари ~Боку но На ва Доппио~» (ほんの少し昔の物語 ~ぼくの名はドッピオ~) | 12 апреля 2019 года  |
| Серия начинается с флешбэка, когда в 1965 году в женской тюрьме был рождён мальчик с малиновыми волосами, которого усыновил священник. Когда мальчик подрос, он обнаружил собственную мать запертой под бетонным полом церкви. Той ночью вся деревня сгорела, и в список погибших попали священник и мальчик. Через много лет той самый «мальчик» стал боссом мафии, точнее он страдает от раздвоения личности, его второе альтер эго — трусливый мальчишка Доппио, который общается с боссом по выдуманному телефону. Босс убил предсказателя, который однако предупредил, что он станет целью атаки Ризотто. Между ними действительно завязывается драка, и кажется, что у Ризотто преимущество, так как он сражался против «Доппио». | |                      |
| 27 (140) | King Crimson vs. Metallica / Emperor Crimson vs. Metallic «Кингу Куримузон Ба:сасу Метарика» (キング・クリムゾンv.s.バーサスメタリカ)                 | 19 апреля 2019 года  |
| Доппио может частично использовать силу стенда King Crimson чтобы предугадывать движения Ризотто. Сам же стенд Ризотто Metallica способен превращать железо в теле жертвы в режущие предметы. Ризотто удаётся лишить Доппио почтив всей крови, однако Ризотто становится жертвой атаки Aerosmith. | |                      |
| 28 (141) | Beneath a Sky on the Verge of Falling «Има ни мо Отите Кисо: на Сора но Сита дэ» (今にも落ちて来そうな空の下で)                                       | 26 апреля 2019 года  |
| Ризотто убит, а Доппио пытается сбежать до того, как его найдут главные герои. Аббаккьо с помощью Moody Blues пытается установить внешность босса на основании того, что он стоял 15 лет назад у памятника, однако его смертельно ранит подкравшийся Доппио. Аббаккьо умирает, но успевает перед смертью высечь на камне лицо босса. | |                      |
| 28.5 (141.5) | Destiny «Destino» | 3 мая 2019 года      |
| Рекап посвящённый Триш Уна и произошедших событий у команды Буччарати в эпизодах 1–28. | |                      |
| 29 (142) | Get to the Roman Colosseum! «Мокутекити ва Ро:ма! Когоссэо» (目的地はローマ！コロッセオ)                                                              | 10 мая 2019 года     |
| Буччарати и Джорно ищут данные о боссе в интернет-базе полиции Интерпола но безуспешно. Тем не менее с героями связывается таинственный голос, утверждающий, что он готов помочь главным героям и передать им таинственную стрелу, способную наделять людей даром стенда или даровать владельцам стендов новые силы и которая станет ключом к победе над боссом. Встреча должна состояться в Риме, Колизее. В Риме однако на героев нападают приспешники Босса — Чокколата и Секко. Первый способен с помощью стенда Green Day уничтожать любую органику с помощью грибка, второй же способен с помощью Oasis манипулировать камнем и «нырять» в него. | |                      |
| 30 (143) | Green Day and Oasis, Part 1 / Green Tea and Sanctuary, Part 1 «Гурин Дэй то Оасису Соно 1» (グリーン・ディとオアシス その1)                           | 17 мая 2019 года     |
| Герои должны осторожно и совместно действовать, чтобы не стать целью атаки грибка Green Day и обороняться от стенда Oasis. По какой то причине грибок не поражает тело Буччарати и герои получают преимущество в схватке. Героям удаётся оторваться и уехать в глубь Рима. Буччарати признаётся, что умер при первой схватке с боссом, но сила, вложенная стендом Gold Experience для исцеления ран позволит ещё какое то время поддерживать тело Буччарати. Однако Чоколатта распространяет действие своего стенда через самолёт, убивая таким образом всех жителей Рима в ареале поражения. Джорно и Миста пытаются добраться до самого вертолёта. | |                      |
| 31 (144) | Green Day and Oasis, Part 2 / Green Tea and Sanctuary, Part 2 «Гурин Дэй то Оасису Соно 2» (グリーン・ディとオアシス その2)                           | 24 мая 2019 года     |
| Чоколатте удаётся повредить стенды Мисты и ранить его. Джорно добирается до вертолёта и вступает в схватку с Чоколаттой, Джорно удаётся засадить пулю в голову Чоколатты и затем превратить её в жука-кароеда, таким образом нанеся несовместимое с жизнью повреждение мозга. Тем временем скрывающийся под землёй Секко ждёт звонок от Чоколатты, но понимая, что что-то не так возвращается на поверхность и намеревается напасть на Буччарати. | |                      |
| 32 (145) | Green Day and Oasis, Part 3 / Green Tea and Sanctuary, Part 3 «Гурин Дэй то Оасису Соно 3» (グリーン・ディとオアシス その3)                           | 31 мая 2019 года     |
| Буччарати с помощью стенда Sticky Fingers пытается под землёй сбежать от Секко, но тот имеет явные преимущества. Он наносит серьёзные повреждения телу Буччарати, но Буччарати устраивает взрыв автомобильной шины рядом с барабанными перепонками Секко, таким образом лишая его слуха — главного чувствительного радара для действия его стенда Oasis. В панике Секко хватает случайного мальчика, который, по совпадению, оказался Доппио, шедшего по следам героев и намеревается использовать его в качестве заложника, чтобы сбежать. Тем не менее Буччарати удаётся добить Секко. | |                      |
| 33 (146) | His Name Is Diavolo «Сойцу но На ва Дьяборо» | 7 июня 2019 года     |
| Тело Буччарати оказалось слишком повреждено, чтобы проявлять любые признаки дееспособности, не разузнав в Доппию босса, раненный Буччарати не отказывается от помощи Доппио. Доппио решает посредством обмана помочь ему дойти до Колизея, чтобы лично узнать, кто же помогает главным героям. Им оказывается Жан-Пьер Польнарефф, один из главных героев арки Stardust Crusaders, который до основных событий Golden Wind уже сталкивался с боссом и в схватке потерял конечности: глаз и обе ноги. Попав в Колизей, Доппио превращается в Дьяволо — «босса» и смертельно ранит Польнареффа, но тот с помощью стрелы успевает пробудить в себе новую силу стенда Silver Chariot — Silver Chariot Requiem. | |                      |
| 34 (147) | The Requiem Plays Quietly, Part 1 «Рэкуйэму ва Сидзука ни Канадэрарэру Соно 1» (鎮魂歌は静かに奏でられる その1)                                       | 14 июня 2019 года    |
| Из-за действия стенда Silver Chariot Requiem все люди падают и засыпают, но затем просыпаются, и обнаруживают, что поменялись душами. Джорно обменялся с Наранчей, Триш с Мистой, Польнарефф оказался в теле черепахи, и объяснил, что стрела может наделять владельца стенда новым уровнем силы, но не всегда подвластным ему. Герои видят, как «Дьяволо» нападает на вышедший из под контроля Silver Chariot Requiem, но в теле Дьяволо оказывается душа Буччарати. | |                      |
| 35 (148) | The Requiem Plays Quietly, Part 2 «Рэкуйэму ва Сидзука ни Канадэрарэру Соно 2» (鎮魂歌は静かに奏でられる その2)                                       | 21 июня 2019 года    |
| Главные герои терпят неудачу при попытке вернуть стрелу у Silver Chariot Requiem, так как тот сразу же обращает силу стенда против его владельца. Миста выстреливает в тело Буччарати, в котором, как кажется, заключена душа Дьяволо, однако же на деле там оказалась душа Доппио, а в каком теле оказался Дьяволо — загадка, однако он находится вблизи героев, а его стенд успел смертельно ранить Наранчу в теле Джорно, хотя «Джорно» излечивает раны своего тела, душа Наранчи покинула тело, таким образом его постигла окончательная смерть, а Джорно сумел вернуться в своё «опустевшее» тело. Герои понимают, что находятся в большой опасности, так как больше не смогут выследить передвижения Дьяволо в неизвестном теле с помощью Aerosmith, поэтому решаются сначала добыть стрелу у Silver Chariot Requiem, однако добыть её должен кто-то без стенда, это решает сделать потерявший стенд Польнарефф в теле черепахи.  | |                      |
| 36 (149) | Diavolo Surfaces «Дияборо Фудзё:» (ディアボロ浮上) | 28 июня 2019 года    |
| Польнареффу удаётся взять стрелу, но на него нападает Silver Chariot Requiem, отбирает стрелу обратно, но не ранит Польнареффа. Герои продолжают преследовать стенд, но решают остановится, подозревая, что в одном из героев сокрыта душа Дьяволо, в виде «скрытой личности», как это было с Доппио. Стенд Джорно может ощущать наличие двух душ в теле и он решает проверить остальных героев. Дьяволо оказывается связан с душой Триш в теле Мисты, он преследует Silver Chariot Requiem и ему удаётся захватить стрелу. Герои пытаются отбить стрелу, но Дьяволо атакует в ответ и смертельно ранит Триш в теле Мисты. | |                      |
| 37 (150) | King of Kings «Кингу Обу Кингусу» (王の中の王) | 5 июля 2019 года     |
| Дьяволо удаётся атаковать Chariot Requem и заполучить стрелу, однако стрела отвергает стенд Дьяволо. Silver Chariot исчезает и все перемещённые душу возвращаются в свои тела, а душа Буччарати уходит на небеса. Джорно удаётся заполучить стрелу и пробудить в себе новые способности стенда — Gold Experience Requiem. Дьяволо, применяя свою способность манипулируя временем пытается нанести окончательный удар по Джорно, однако Gold Experience Requiem способен отменять любую атаку стенда, в том числе и King Crimson. | |                      |
| 38 (151) | Gold Experience Requiem / Golden Wind Requiem «Го:рудо Экусупэриэсу Рэкуиэму» (ゴールド・E・レクイエム)                                               | 28 июля 2019 года    |
| Дьяволо оказывается тяжело ранен и скрывается в канализации. Герои по прежнему взволнованны, но Джорно уверен, что Дьяволо больше не причинит им какого либо вреда. На обессиленного злодея нападает наркоман и ранит ножом, в предсмертной агонии Дьяволо видит образы, вымышленные и его посмертное будущее. Вторая часть серии повествует о событиях, предшествующих Golden Wind, когда пожилой флорист и отец покойной дочери просит у банды Буччарати найти и поймать убийцу дочери. Почти сразу же героев начинает преследовать камень странной формы, который оказывается стендом убийцы — Rolling Stone. | |                      |
| 39 (152) | Sleeping Slaves «Нэмурэру Дорэи» (眠れる奴隷) | 28 июля 2019 года    |
| Миста нападает на владельца стенда Rolling Stone — Сколиппи, но тот объясняет, что его стенд лишь преследует людей, обречённых судьбой на скорую смерть по какой-либо причине, показывая, как человек умрёт, взамен предлагая быструю и безболезненную кончину. Именно таким образом с собой покончила дочь флориста, так как из-за болезни она в любом случае умерла бы через несколько месяцев. Стенд Rolling Stone показывал кончину Буччарати и начал преследовать именно его. Героям однако удаётся оторваться от преследования стенда, который показывает затем три лица — Буччарати, Аббаккьо и Наранчи. Конец серии переносится на финал истории Golden Wind, душа Польнареффа как оказалось осталась в черепахе, между Триш и Мистой завязываются дружественные отношения. Джорно становится новым боссом мафии, а Миста и Польнарефф-черепаха — его правыми руками.                                                           | |                      |

## 6 часть: Stone Ocean (6 сезон)
| 1 (153) | Stone Ocean «Суто:н О:сян» (石作りの海) | Мир: 1 декабря 2021 года Япония: 8 января 2022 года   |
| В 2011 году, спустя десять лет после событий «Golden Wind», парень Джолин Кудзё, Ромео Джиссо, сбивает на машине человека. Ромео уговаривает её помочь ему избавиться от тела, но вскоре её арестовывают по подозрению в убийстве. Перед судом адвокат Джолин передаёт ей различные вещи от её матери и кулон от отдалившегося отца, Дзётаро Кудзё, где лежит часть сломанной стрелы, которой Джолин режет свой палец. Во время транспортировки в тюрьму Green Dolphin Street, она же «Аквариум», девушка знакомится и заводит дружбу с другой заключённой по имени Эрмес Костелло. Джолин узнаёт, что может выпускать из своего тела длинные и тонкие нити, позволяющие слышать и атаковать людей на дальней дистанции. Она использует их с целью спасения Эрмес от двух домогающихся до неё охранников. Позднее, адвокат Джолин просит её признать вину в обмен на смягчение приговора, но она приговаривается к пятнадцати годам заключения в тюрьме и узнаёт, что жертва была жива в момент избавления от тела. Затем она узнаёт, что адвокат был нанят семьёй Ромео с целью обвинить её в аварии, поэтому она использует свои новые способности с целью мести. | |                                                       |
| 2 (154) | Stone Free / Prisoner FE40536: Jolyne Cujoh «Суто:н Фури:» (ストーン・フリー) | Мир: 1 декабря 2021 года Япония: 15 января 2022 года  |
| В тюрьме Джолин делит камеру с Гвесс, заключённой, страдающей резкими перепадами настроения и владеющей кулоном Джолин и странной птицей. Джолин узнаёт, что птица Гвесс — всего лишь оболочка, внутри которой сидит уменьшенный охранник, и предполагает, что Гвесс также получила силы от кулона. Гвесс использует свои способности, чтобы уменьшить Джолин и заставляет её надеть шкуру мыши. Таким образом она сможет проникнуть в кабинет охранника, открыть замки и помочь ей сбежать. Однако, чем дальше Джолин отходит от Гвесс, тем слабее проявляется её способность, и Джолин постепенно начинает увеличиваться. На обратном пути на Джолин нападает Стенд Гвесс, Goo Goo Dolls, однако она даёт отпор после появления её собственного Стенда. Узнав, что Гвесс приобрела кулон у Эрмес, Джолин заставляет ту освободить её путём избиения руками Стенда, которого Джолин называет Stone Free. | |                                                       |
| 3 (155) | The Visitor (1) «Менкай Хито Соно 1» (面会人 その①) | Мир: 1 декабря 2021 года Япония: 22 января 2022 года  |
| Гвесс демонстрирует Джолин, что в тюрьме всё решают деньги и влияние. Когда Джолин привыкает к тюремной жизни, она натыкается на загадочного мальчика, одетого в бейсбольную форму, который сообщает, что на следующий день к девушке должен прийти посетитель, говорит избегать встречи с ним и даёт ей кость для самозащиты. Джолин всё равно решает пойти в комнату для посещений и неприятно удивляется тому факту, что посетителем является её отец, Дзётаро. Он сообщает, что слепой заключённый из мужского отделения тюрьмы по имени Джонгалли Эй подстроил ту злополучную аварию с целью отомстить Дзётаро за убийство Дио. Дзётаро предлагает дочери сбежать из тюрьмы, однако та отказывается, поскольку всё ещё злится на него из-за того, что тот практически не присутствовал в её жизни. Прежде чем она уходит, Джонгалли Эй совершает два выстрела из снайперской винтовки, находясь в своей камере. Его Стенд, Manhattan Transfer, позволяет ему контролировать потоки воздуха и точнее направлять выстрелы. | |                                                       |
| 4 (156) | The Visitor (2) «Менкай Хито Соно 2» (面会人 その②) | Мир: 1 декабря 2021 года Япония: 29 января 2022 года  |
| Джолин пытается запутать Стенд Джонгалли Эя, вызвав пожарную тревогу. Загадочный мальчик говорит Джолин пнуть основание колонны, под которой находится секретный туннель. Дзётаро предлагает дочери сбежать через проход, но та решает спасти мальчика от вражеского Стенда, поскольку тот теперь является его целью. ей удаётся помешать киллеру, используя повреждённый газопровод, чтобы враг потерял ориентир и отозвал Стенд. Однако Джолин понимает, что всё это было сном и пытается разбудить себя, порезав себе руку костью, которую ей дал мальчик. Затем она обнаруживает, что она сама, Дзётаро и вся комната покрыты едкой слизью. | |                                                       |
| 5 (157) | Prisoner of Love «Пуризона Оба Раву» (プリズナー・オブ・ラヴ) | Мир: 1 декабря 2021 года Япония: 5 февраля 2022 года  |
| Джолин будит Дзётаро, и тот использует свой Стенд, Star Platinum, чтобы освободиться из комнаты. Они направляются в сторону пляжа, где их ожидает присланная Фондом Спидвагона подводная лодка. Но их атакует Джонгалли Эй, переодетый в форму охранника. Раненый Дзётаро понимает, что он является целью, и что снайпер работает с владельцем другого Стенда, того, что заставил их с дочерью заснуть. Стенд другого нападающего, Whitesnake, преобразует Стенд и воспоминания Дзётаро в два диска и извлекает их из него. Дзётаро впадает в кому и Джолин понимает, как много она значила для отца. Она побеждает Джонгалли Эя с помощью Stone Free, оставляет Дзётаро на пляже, чтобы того подобрали сотрудники Фонда Спидвагона, а затем возвращается в тюрьму с целью отыскать и вернуть диски отца. В тюрьме она встречается с мальчиком, который сообщает, что его зовут Эмпорио, и что он родился в тюрьме, а его мать была заключённой, убитой Whitesnake. Тем временем, Whitesnake застреливает Джонгалли из его же пистолета, чтобы обставить случай как самоубийство. | |                                                       |
| 6 (158) | Ermes's Stickers «Ерумесу Но Си:ру» (エルメェスのシール) | Мир: 1 декабря 2021 года Япония: 12 февраля 2022 года |
| За попытку побега Джолин получает дополнительные пять лет к своему сроку и перемещена в карцер во Дворе Наказаний. Эрмес просыпается в больничном отделении от озноба, которым она страдает после того, как она проколола себя кулоном Джолин, и узнаёт, что её ограбил тюремный уборщик по имени Тандер МакКуин. Она обнаруживает, что может производить из своей ладони стикеры, которые дублируют всё, чего касаются, а если стикер оторвать или уничтожить, предметы соединятся разрушительным образом. Она использует стикеры, чтобы напасть на МакКуина и обнаруживает диски, торчащие из его головы. Она забирает один из них и узнаёт, что на нём записаны все воспоминания, в том числе и встреча с Whitesnake. МакКуин пытается надавить на жалость, что заставляет его Стенд Highway to Hell отразить его боль на Эрмес, но та спасается с помощью своего Стенда. Она встречает Эмпорио, который сообщает, что на диске, оставшемся в МакКуине, содержится его Стенд. Эрмес безуспешно пытается предотвратить попытки самоубийства уборщика, а затем использует свой Стенд, чтобы вывести его из строя, забирает диск и надеется отомстить Whitesnake за свои мучения, когда проявляется её Стенд, Kiss. | |                                                       |
| 7 (159) | There’s Six of Us! «6 Хито Иру!» (６人いる！) | Мир: 1 декабря 2021 года Япония: 19 февраля 2022 года |
| Эрмес отдаёт диски МакКуина Эмпорио на хранение, и он отдаёт Джолин диск с воспоминаниями, чтобы та нашла связь между Whitesnake и дисками её отца. Тем временем, жидкий монстр пожирает двоих заключённых. Начальник тюрьмы Локкобарокко собирает всех заключённых и вызывает добровольцев для поисков пропавших. Вызываются Джолин, Эрмес, Атро и ещё две женщины. Их заставляют надеть браслеты, которые взорвутся, если они отдалятся от главного охранника дальше, чем на 50 метров. Джолин рассказывает Эрмес о том, что она узнала из воспоминаний МакКуина: Whitesnake прячет украденные диски со Стендами в одной из шин для трактора где-то на ферме. Добравшись до болота, Эрмес замечает, что в поисковой группе шесть человек, в то время как вызвалось только пять. Неожиданно кто-то нападает на охранника и утаскивает его вдаль, что заставляет браслет Атро взорваться, убив её. Появляется вражеский Стенд, состоящий из умножающегося разумного планктона, хватает Эрмес и утаскивает в воду. Джолин спасает её, а Стенд остаётся в воде, отказываясь преследовать их. Вдвоём они отправляются к остальным троим девушкам и пытаются выяснить, кто из них предатель. | |                                                       |
| 8 (160) | Foo Fighters / F.F. «Фу: Файта:зу» (フー・ファイターズ) | Мир: 1 декабря 2021 года Япония: 26 февраля 2022 года |
| Джолин и Эрмес узнают, что два члена поисковой группы были убиты их оппонентом, колонией планктона по прозвищу Foo Fighters («F.F.»), который использовал останки жертв для прикрытия. F.F. объясняет, что является одновременно и владельцем Стенда и самим Стендом после того, как Whitesnake доверил ему охрану дисков со Стендами. Джолин преследует F.F. до ближайшего амбара, в то время как Эрмес пытается помешать Стенду утащить тело охранника. Эрмес побеждает врага, выманив его из воды и предоставив высохшее тело одного из заключённых. В амбаре F.F. удаётся одержать верх над Джолин, разлив воду по полу, однако та использует способности Stone Free с целью завести трактор и увезти диски. F.F. преследует трактор, но не догоняет его, поскольку его тело попадает в грязь. Джолин решает спасти существо, узнав, что то хранило диски для себя, нежели для Whitesnake, и принять его в свои ряды. Джолин находит диск со Стендом Дзётаро, F.F. присваивает себе тело Атро, чтобы присоединиться к Джолин и Эрмес в тюрьме, и прячет диск Дзётаро в своём теле. Затем ферму посещает Whitesnake и его владелец, тюремный священник Энрико Пуччи. | |                                                       |
| 9 (161) | Debt Collector Marilyn Manson / Debt Collector Mary Lynn Manson «Торитате Хито Марин Мансон» (取り立て人マリリン・マンソン)                                                                                        | Мир: 1 декабря 2021 года Япония: 5 марта 2022 года    |
| Заключённая по имени Милашон сближается с Пуччи с целью досрочно освободиться, однако тот вместо этого вставляет в неё два диска с целью вернуть себе диск со Стендом Дзётаро. Тем временем F.F. медленно привыкает к телу Атро и играет с Джолин в игру с мячом. Появляется Милашон и спорит на сто долларов, что те не смогут поймать мяч сто раз подряд. Когда они преуспевают, Милашон предлагает сделать ещё сотню успешных бросков за тысячу долларов. Джолин отказывается, однако Эрмес принимает вызов и занимает её место. Когда охранник забирает у неё перчатку, Эрмес применяет свой Стенд и проигрывает в игре. Стенд Милашон, Marilyn Manson, появляется с целью забрать у Эрмес деньги. Поскольку у Эрмес нет нужной суммы, Стенд в качестве оплаты забирает её печень. Чтобы спасти Эрмес и вернуть всё, что было у неё отнято, Джолин решается на спор поймать мяч тысячу раз. Милашон возвращается в тюрьму, заставляя Джолин и F.F. подбрасывать мяч, следуя за ней. Игру прерывает охранник, конфискующий мяч, однако Джолин с помощью своей нити забирает его обратно и продолжает игру. Поскольку в условиях не было указано ничего о партнёрах, Джолин использует Stone Free и с его помощью бросает мяч в Милашон ровно тысячу раз. Таким образом, она выигрывает спор, спасает Эрмес и забирает диски. | |                                                       |
| 10 (162) | Operation Savage Garden (Head to the Courtyard!) (1) / Operation Savage Guardian (Head to the Courtyard!) (1) «Савуедзи Га:ден Сакусен (Накинава Е Мукае!) Соно 1» (サヴェジ・ガーデン作戦（中庭へ向かえ！）その①) | Мир: 1 декабря 2021 года Япония: 12 марта 2022 года   |
| Джолин использует выигранные у Милашон деньги для звонка в Фонд Спидвагона. Представитель Фонда просит её принести диск со Стендом Дзётаро в тюремный двор, где через 20 минут его заберёт Savage Garden. Когда Джолин направляется туда, Эмпорио перехватывает её и приводит в музыкальную комнату, ранее присутствовавшую в тюрьме. Его Стенд способен материализовать более не существующие объекты. Эмпорио знакомит её с владельцем Стенда Везером Репортом, страдающим амнезией и желающим помочь ей. Демонстрируя способность своего Стенда контролировать погоду, Везер замечает, что их преследует заключённый по имени Лэнг Рэнглер. Рэнглер использует свой Стенд, Jumpin’ Jack Flash, чтобы управлять гравитацией и поместить Джолин в состояние невесомости, заставляя её и всё, чего она касается, терять вес. Он крадёт у неё диск со Стендом Дзётаро и собирается отступать, однако Стенд Везера ограничивает его способности с помощью атмосферного давления. Везер прикасается к Джолин, также оказывается в состоянии невесомости, и вместе они отправляются в погоню за Рэнглером с целью забрать диск. | |                                                       |
| 11 (163) | Operation Savage Garden (Head to the Courtyard!) (2) / Operation Savage Guardian (Head to the Courtyard!) (2) «Савуедзи Га:ден Сакусен (Накинава Е Мукае) Соно 2» (サヴェジ・ガーデン作戦（中庭へ向かえ！）その②)  | Мир: 1 декабря 2021 года Япония: 19 марта 2022 года   |
| Пуччи просит предоставить ему доступ к записям телефонных звонков с целью узнать больше о разговоре Джолин с Фондом Спидвагона. В главном цехе Джолин и Везер оказываются помещены в вакуумное пространство и подстрелены Рэнглером и близки к смерти от недостатка кислорода и потери крови. Везер использует свой Стенд и оставшийся воздух и создаёт для себя и Джолин гидрокостюмы из облаков, которые позволяют им дышать и на время остановить кровотечение. Джолин понимает, что у Jumpin’ Jack Flash очень маленький радиус действия, и пытается помочь Везеру добраться до него, чтобы тот смог манипулировать воздухом, однако его костюм оказывается повреждён вследствие атак Рэнглера. Рэнглер пытается разрушить костюм Джолин, но та отбивает все его атаки, что позволяет ей поместить его в вакуум, вследствие чего его кровь начинает вскипать. Он уничтожает костюм Джолин, бросив в неё бутылку с взрывающим устройством, однако Везер спасает её, отдав оставшуюся часть своего костюма. Рэнглер восстанавливает гравитацию, и вспышка воздуха подталкивает его в сторону Джолин, что позволяет ей использовать против него Stone Free. Она использует карту Лэнга с целью позвать охранника, чтобы тот открыл дверь, однако вместо него появляется Пуччи.                                                 | |                                                       |
| 12 (164) | Torrential Downpour Warning «Сюту Гоу Кэйхо Хацурэй» (集中豪雨警報発令) | Мир: 1 декабря 2021 года Япония: 26 марта 2022 года   |
| В 1988 году Дио рассказал Пуччи о том, что нашёл способ попасть в рай, не умирая, и изложил все инструкции в своём дневнике, который после смерти Дио сжёг Дзётаро. Пуччи планирует прочитать содержимое дневника с помощью диска с памятью Дзётаро. В Настоящем, Пуччи отпускает Джолин во двор, стараясь избежать появления Whitesnake, однако охранник стреляет в неё и отбирает диск. Везер пытается помочь Джолин, вызвав дождь из ядовитых лягушек, убивающий охранника. Джолин защищается от дождя, создав щит из своих нитей, Пуччи тем временем также пытается избежать его. Когда ливень прекращается, Пуччи приказывает Whitesnake отправиться во двор на поиски диска со Стендом Дзётаро и тела Джолин. Когда Whitesnake добирается до диска, Джолин использует свои нити, чтобы забрать диск и отдать его Savage Garden, почтовому голубю, присланному Фондом Спидвагона. Пуччи отзывает Whitesnake с целью избежать своего раскрытия Джолин. В сцене после титров Whitesnake встречает Спортса Макса и просит его показать свои способности на кости Дио. | |                                                       |
| 13 (165) | Kiss of Love and Revenge (1) / Smack of Love and Revenge (1) «Ай то фукусю: но киссо соно ити» (愛と復讐のキッス その①)                                                                                            | Мир: 1 сентября 2022 Япония: 8 октября 2022           |
| Джолин и F.F. узнают, что Эрмес попала в тюрьму, чтобы найти и убить Спортса Макса, известного гангстера, ответственного за смерть её старшей сестры Глории. Спустя несколько дней преследования Эрмес использует свой Стенд, чтобы заточить Макса в канализационной трубе и утопить его там же. Будучи в плену, он призывает свой Стенд Limp Bizkit, способный возвращать мёртвых к жизни в качестве невидимых зомби. Он применяет его на чучелах птицы и аллигатора, и они нападают на Эрмес, Джолин и F.F. | |                                                       |
| 14 (166) | Kiss of Love and Revenge (2) / Smack of Love and Revenge (2) «Ай то фукусю: но киссо соно ни» (愛と復讐のキッス その②)                                                                                             | Мир: 1 сентября 2022 Япония: 15 октября 2022          |
| После победы над аллигатором Эрмес и Джолин узнают, что Макс стал невидимым зомби и сбежал после того, как его тело утонуло в трубе. Макс заманивает их в тюремный склеп и призывает нескольких мёртвых заключённых, чтобы с их помощью отомстить Эрмес за своё убийство. Эрмес поддаётся нападению и использует способность Kiss, чтобы выследить Макса. Хотя Макс кусает её за голову, Эрмес полностью уничтожает его, прежде чем сама теряет сознание. Джолин смотрит воспоминания на дисках Макса, после чего её задерживают и перемещают в Ультраохраняемую секцию. | |                                                       |
| 15 (167) | Ultra Security House Unit «Урутора сэкьюрити тё:бацубо:» (ウルトラセキュリティ懲罰房) | Мир: 1 сентября 2022 Япония: 22 октября 2022          |
| F.F. и Эмпорио просматривают диск с памятью Макса и узнают, что Whitesnake заставил Макса воскресить одну ихз костей Дио. Джолин позволила заточить себя в Ультраохраняемую секцию, чтобы найти кость, выманить Whitesnake и отобрать у него диск с памятью Дзётаро. Нарцисо Анасуй, владелец Стенда, арестованный за убийство изменившей ему девушки, соглашается помочь F.F. спасти Джолин, так как влюбился в неё и хочет на ней жениться. Стенд Анасуя, Diver Down, способен проникать в любые поверхности и управлять ими изнутри. Чтобы Джолин не нашла кость, Пуччи отправляет в Ультраохраняемую секцию четверых владельцев Стендов, чтобы те остановили её. Один из них использует Стенд Survivor, чтобы разозлить охранника Вивиано Уэствуда, заставляя его напасть на своего коллегу и открыть все камеры, освобождая заключённых. | |                                                       |
| 16 (168) | The Secret of Guard Westwood «Кансю вэстоддо но химицу» (看守ウエストウッドの秘密) | Мир: 1 сентября 2022 Япония: 29 октября 2022          |
| Джолин сражается с Уэствудом и параллельно борется против влияния Survivor, после чего понимает, что он — владелец Стенда. Стенд Уэствуда, Planet Waves, привлекает в его сторону небольшие метеориты, которые серьёзно ранят противников и растворяются в воздухе прежде чем коснуться его тела. Во время боя Джолин замечает кость Дио у одного из заключённых. Джолин побеждает охранника, поймав метеорит с помощью его сапога и бросив его в его сторону. | |                                                       |
| 17 (169) | Enter the Dragon’s Dream / Enter the Drake’s Dream «Моэ йо дорагондзу дори:му» (燃えよ龍の夢ドラゴンズ・ドリーム)                                                                                                  | Мир: 1 сентября 2022 Япония: 5 ноября 2022            |
| Джолин обнаруживает, что бойню в Ультраохраняемой секции пережили всего двое заключённых. F.F. прибывает, чтобы сразиться с одним из них, пожилым мужчиной Кендзу, бывшим лидером секты. Кэндзо демонстрирует свой Стенд Dragon’s Dream, который с помощью фэншуй позволяет ему определить оптимальное положение для атаки, а противнику приносит неудачу. Когда Кэндзо демонстрирует эффект Стенда на F.F., от нерабочего потолочного вентилятора отламывается кусок металла падает ей на голову и срезает верхнюю часть её головы. | |                                                       |
| 18 (170) | Enter the Foo Fighters / Enter the F.F. «Моэ йо Фу: Файта:зу» (燃えよフー・ファイターズ) | Мир: 1 сентября 2022 Япония: 12 ноября 2022           |
| F.F. выживает после разрубания своей головы и несколько раз стреляет в Кэндзо. F.F. пытается добраться до воды и исцелиться, но Dragon’s Dream останавливает её и сажает на рабочий электрический стул. До активации стула они используют пот Кэндзо для создания отражения его Стенда, заманивая его в неудачную зону и пропуская ток по его телу. Джолин понимает, что обе части F.F. пережили электризацию, и отправляется к ней на помощь. Кэндзо пытается её остановить, но Анасуй с помощью своего Стенда ломает ему ноги и превращает их в воду, делая его уязвимым для атаки. | |                                                       |
| 19 (171) | Birth of the «Green» «„Мидорииро“ но тандзё:» (「緑色」の誕生) | Мир: 1 сентября 2022 Япония: 19 ноября 2022           |
| Троица находит заключённого с костью Дио и узнаёт, что он и остальные заключённые под влиянием солнечного света превращаются в растения. Джолин, также начавшая меняться, замечает, что кость превратилась в зелёного младенца, которого группа позже забирает. Покидая здание, Анасуй сталкивается с Гуччио, владельцем Стенда Survivor. Анасуй заключает тело Гуччио в ловушку, чтобы отделаться от преследующего их владельца Стенда Ди-энд-Джи. Внезапно рядом с героями появляется Стенд Ди-энд-Джи, Yo-Yo Ma, и съедает зелёного младенца. Группа разделяется: F.F. остаётся, чтобы разобраться с Ди-энд-Джи, в то время как Джолин, Анасуй и раболепный Yo-Yo Ma отправляются на болото. Однако нижняя челюсть F.F. начинает распадаться, и они понимают, что Yo-Yo Ma уже приступил к атаке. | |                                                       |
| 20 (172) | F.F. — The Witness «Эфу Эфу — Мокугэкися» (F・F－目撃者) | Мир: 1 сентября 2022 Япония: 26 ноября 2022           |
| Джолин, Анасуй и Yo-Yo Ma берут тюремную лодку и направляются в тюрьму через болото. Когда язык Джолин растворяется из-за комаров, переносящих ядовитую слюну Yo-Yo Ma, она пытается предупредить Анасуя о способности Стенда. Анасуй понимает замысел Стенда и с помощью Diver Down объединяет мозг Yo-Yo Ma с мозгом лягушки, нейтрализуя Стенд. Тем временем Эрмес пытается убить Ди-энд-Джи и сталкивается с Пуччи и узнаёт, что он — владелец Whitesnake. | |                                                       |
| 21 (173) | AWAKEN «Авэйкун -Мэзамэ-» (AWAKEN -目醒め-) | Мир: 1 сентября 2022 Япония: 3 декабря 2022           |
| Пока Пуччи пытается украсть их воспоминания, F.F. жертвует телом Атро и убивает Ди-энд-Джи, уничтожая Yo-Yo Ma. Они пытаются восстановиться с помощью водопроводного крана и раскрыть личность Пуччи Джолин, но Whitesnake нагревает воду, и они растворяются. Тем временем Джолин и Анасуй пытаются разыскать зелёного ребёнка, но замечают, что уменьшаются по мере приближения к нему в связи с влиянием его Стенда, Green, Green Grass of Home. Анасуй помещает Стенд в бутылку, но оказывается в ловушке под давлением её веса. Ребёнок и Стенд прекращают атаку, заметив на плече Джолин родимое пятно в виде звезды, но Анасуй понимает его злые намерения и собирается убить его. | |                                                       |
| 22 (174) | Time for Heaven! New Moon! New Priest! «Тэнгоку но тики! Сингэцу но токи! Нью: Синпу!» (天国の時！新月の時！新ニュー神父！)                                                                                        | Мир: 1 сентября 2022 Япония: 10 декабря 2022          |
| Прежде чем Пуччи успевает забрать диск со Стендом F.F. и узнать о местонахождении Джолин, он узнаёт, что F.F. по рации связалась с Везером Репортом. С помощью своего Стенда Везер призывает мощный ливень, восстанавливая F.F. и позволяя им сбежать. По воссоединении с Везером они встречают Джолин и Анасуя и рассказывают о том, что Пуччи — владелец Whitesnake. Анасуй заявляет о своём намерении убить зелёного ребёнка, но Везер оказывается замаскированным Whitesnake, после чего смертельно ранит его и F.F. Пуччи прибывает и сражается с Джолин, которая не даёт ему сбежать, надев на того наручники. Когда она берёт верх, Пуччи вставляет диск с памятью Дзётаро в умирающего Анасуя, тем самым заставляя её прекратить бой. Процитировав 14 фраз и предоставив собственную кость, Пуччи растворяется вместе с зелёным ребёнком и содержащимися в нём душами заключённых. Тем временем F.F. из последних сил залечивает раны Анасуя и сохраняет диск с памятью Дзётаро, а после прощается с Джолин и испускает дух. | |                                                       |
| 23 (175) | Jail House Lock! / Lock of the Jail! «Дзэрю хаусу рокку!» (ジェイル・ハウス・ロック!) | Мир: 1 сентября 2022 Япония: 17 декабря 2022          |
| После слияния с зелёным ребёнком Пуччи покидает тюрьму Green Dolphin Street, чтобы приступить к выполнению следующего этапа плана Дио по достижению рая. Просмотрев воспоминания отца на диске и узнав о планах Пуччи, Джолин принимает решение сбежать из тюрьмы и остановить его. Пока они с Эмпорио продумывают план побега, они сталкиваются с начальницей тюремной охраны Миу Миу. Миу Миу с помощью своего Стенда Jail House Lock заставляет Джолин страдать от краткосрочной памяти, из-за которой она способна запоминать лишь три факта за один раз. Миу Миу пытается помешать Джолин восстановить её воспоминания, но она пытается встретиться с Эмпорио, который также попал под влияние способности Jail House Lock. | |                                                       |
| 24 (176) | Jailbreak… «Дацугоку э…» (脱獄へ・・・) | Мир: 1 сентября 2022 Япония: 24 декабря 2022          |
| Джолин добирается до комнаты Эмпорио, где тот вспоминает о том, что собирался распечатать на принтере фотографию начальницы охраны. Миу Миу, преследовавшая Джолин, появляется позади них и стреляет в мальчика и в компьютер. Джолин преследует Миу Миу, но она вызывает нескольких офицеров, чтобы не позволить Джолин её вспомнить. С помощью нити Stone Free Эмпорио создаёт двоичное изображение Миу Миу, благодаря которому Джолин наконец распознаёт её как врага и наконец побеждает. Взяв Миу Миу в заложники, в больничном крыле они встречаются с Эрмес, которая сбегает вместе с ними с целью отомстить за F.F. Тем временем Пуччи начинает терять контроль над своим Стендом, проявляющим предварительные признаки новой способности, и отправляется в пункт своего назначения: космический центр Кеннеди на мысе Канаверал. | |                                                       |
| 25 (177) | Bohemian Rhapsody (1) «Бохэмиан Рапусоди: соно ити» (自由人の狂想曲ボヘミアン・ラプソディー その①) | Мир: 1 декабря 2022 Япония: 7 января 2023             |
| Узнав о побеге Джолин, Эрмес и Эмпорио, Анасуй и Везер Репорт сбегают из Green Dolphin, чтобы помочь им выследить Пуччи. По пути на мыс Канаверал Пуччи знакомится в больнице с наркозависимым, а также с двумя проблемными молодыми людьми, которые вскоре после того, как узнали о побеге Джолин, оказались владельцами стендов. Неподалёку от Орландо Анасуй и Везер просят старика подвезти их, чтобы те смогли быстрее добраться до Пуччи. На борту автомобиля Анасуй внезапно видит различных оживших вымышленных персонажей, таких как Пиноккио, Белоснежка и семь гномов, а по радио узнаёт о том, что происходит больше подобных случаев. Анасуй обнаруживает, что его душа и душа водителя отделяются от их тел, так как им в детстве нравились данные персонажи. На Везера эффект не действует из-за его амнезии. Убив Пиноккио, Анасуй убивает отрубанием головы старика, который превратился в Серого волка. Волк признаёт, что его история окончена, и исчезает, а Анасуй видит, как его тело уезжает вместе с Везером. | |                                                       |
| 26 (178) | Bohemian Rhapsody (2) «Бохэмиан Рапусоди: соно ни» (自由人の狂想曲ボヘミアン・ラプソディー その②) | Мир: 1 декабря 2022 Япония: 14 января 2023            |
| Душа Анасуя пытается добраться до Везера и замечает, что под воздействием вражеского стенда Bohemian Rhapsody вымышленные персонажи отделяют всё больше людей от их тел. Увидев владельца магазина, превратившегося в принца и спасающего Белоснежку, он понимает, что все они вынуждены проживать жизни своих персонажей. Затем он становится волком из сказки «Волк и семеро козлят» и убегает от матери-козы, вооружённой ножницами. Автопортрет ван Гога отделяет Везера от его тела и дважды пытается заставить того выстрелить себе в голову в точности так, как делал реальный ван Гог. Везер пытается напасть на владельца стенда, но узнаёт, что тот уже покинул Флориду самолётом. Владельцем стенда оказывается наркоман, которого, как позднее узнал Пуччи, зовут Унгало. Он и два других трудных подростка — внебрачные сыновья Дио, которым пуччи поручил остановить Джолин и остальных. Везер побеждает стенд с помощью художественного таланта ван Гога к созданию новых персонажей, который возвращает всех старых на свои места, что потрясает Унгало. Тем временем Джолин делает остановку у дома раскаивающегося Ромео и убеждает одолжить ей деньги и его личный вертолёт. | |                                                       |
| 27 (179) | Sky High «Сукай Хай» (スカイ・ハイ) | Мир: 1 декабря 2022 Япония: 21 января 2023            |
| На Джолин, Эрмес и Эмпорио нападает другой сын Дио, Рикиель, и им приходится разбить вертолёт. Рикиель страдал от панических атак, пока Пуччи не предоставил ему стенд Sky High, который позволяет управлять летающими стержнями, которые извлекают тепло из тела и атакуют врагов изнутри. Джолин противостоит этой способности, поджигая себя и заставляя Рикиеля сделать то же самое, чтобы тот смог добраться до ствола её мозга. Тем не менее, ей удаётся выследить его и избить. Тогда Рикиель с помощью своего стенда лишается возможности ощущать боль, вынуждая Джолин сделать выбор: убить его или позволить ему убить её, но ей удаётся отказаться от обоих вариантов, когда Рикиель кладёт свою руку ей на шею, не позволяя ей лишиться тепла тела. Рикиель полагает, что Пуччи будет использовать решительность и удачу Джолин в своих целях, и раскрывает, что Везер — младший брат Пуччи, после чего его вырубает Эрмес. | |                                                       |
| 28 (180) | Heaven is at Hand: Three Days Until the New Moon «Тэнгоку но токи: Сингэцу мадэ ато 3-нити» (天国の時 新月まであと３日)                                                                                            | Мир: 1 декабря 2022 Япония: 28 января 2023            |
| 29 (181) | Under World «Анда: Ва:рдо» (アンダー・ワールド) | Мир: 1 декабря 2022 Япония: 4 февраля 2023            |
| 30 (182) | Heavy Weather (1) «Хэби: Вэза: соно ити» (ヘビー・ウェザー その①) | Мир: 1 декабря 2022 Япония: 11 февраля 2023           |
| 31 (183) | Heavy Weather (2) «Хэби: Вэза: соно ни» (ヘビー・ウェザー その②) | Мир: 1 декабря 2022 Япония: 18 февраля 2023           |
| 32 (184) | Heavy Weather (3) «Хэби: Вэза: соно сан» (ヘビー・ウェザー その③) | Мир: 1 декабря 2022 Япония: 25 февраля 2023           |
| 33 (185) | Gravity of the New Moon «Сингэцу но дзю:рёку» (新月の重力) | Мир: 1 декабря 2022 Япония: 4 марта 2023              |
| 34 (186) | C-Moon (1) «Си: Му:н соно ити» (C-MOON その①) | Мир: 1 декабря 2022 Япония: 11 марта 2023             |
| 35 (187) | C-Moon (2) «Си: Му:н соно ни» (C-MOON その②) | Мир: 1 декабря 2022 Япония: 18 марта 2023             |
| 36 (188) | Made in Heaven (1) «Мэйдо ин Хэбун соно ити» (メイド・イン・ヘブン その①) | Мир: 1 декабря 2022 Япония: 25 марта 2023             |
| 37 (189) | Made in Heaven (2) «Мэйдо ин Хэбун соно ни» (メイド・イン・ヘブン その②) | Мир: 1 декабря 2022 Япония: 1 апреля 2023             |
| 38 (190) | What a Wonderful World «Ховатто э Вандафуру Ва:рдо» (ホワット・ア・ワンダフル・ワールド) | Мир: 1 декабря 2022 Япония: 8 апреля 2023             |

## Комментарии
1. ↑  В официальных русских субтитрах: «Каменный океан».
2. ↑  В официальных русских субтитрах: «Бледная змея».
3. ↑  В официальных русских субтитрах: «Смак, Поцелуй».
4. ↑  В официальных русских субтитрах: «Прогноз Погоды».
5. ↑  В официальных русских субтитрах: «Марионетка Спарк».
6. 1 2  В официальных русских субтитрах: «Спортс Максимум».
7. ↑  В официальных русских субтитрах: «Дайвердрайв».
8. ↑  В официальных русских субтитрах: «Планетарные волны».
9. ↑  В официальных русских субтитрах: «Зелёная трава у дома».
10. ↑  В официальных русских субтитрах: «Тюремный рок».